# X-Men
X-Men (Những người đột biến) là một nhóm các siêu anh hùng truyện tranh trong các truyện tranh Marvel (Marvel Comics). Được sáng tác bởi Stan Lee và Jack Kirby, X-Men xuất hiện lần đầu trong X-Men tập 1 vào tháng 9 năm 1963.
X-Men cũng đã được phát triển cả ở điện ảnh lẫn truyền hình, đáng kể nhất là loạt phim hoạt hình X-Men: The Animated Series, một trong những chương trình truyền hình sáng thứ Bảy thành công nhất. Sau một thời gian chờ đợi khá dài, bộ phim Dị Nhân đã được công chiếu năm 2000, do Bryan Singer đạo diễn. 75 triệu USD được thu về ngay trong những ngày đầu phát hành và sau đó là 296 triệu USD trên toàn thế giới. Phần tiếp theo X-Men: United (Liên minh dị nhân) ra mắt năm 2003 và trở thành phim có doanh thu cao hàng thứ sáu trong năm. Tập 3 của phim, X-Men: The Last Stand (Phán quyết cuối cùng), phát hành ngày 26 tháng 5 năm 2006, là bộ phim có doanh thu cuối tuần cao nhất mọi thời đại vào lúc đó, mang về 120 triệu USD chỉ sau bốn ngày trình chiếu. Bộ phim được coi là prequel của bộ ba phim nói trên, mang tên X-Men: First Class, ra mắt tháng 6 năm 2011 và được đánh giá rất cao.

## Nền tảng
X-Men là những người có gen đột biến một cách hư cấu do kết quả của quá trình tăng trưởng đột ngột, họ mang những khả năng siêu việt tiềm ẩn và thường chỉ bộc phát khi đến tuổi thiếu niên. Nhiều người thường (Homo sapiens) mang ý nghĩ ghê tởm hoặc ngờ vực các dị nhân (Homo superior), vì nhiều nhà khoa học đánh giá họ là một bước tiến hóa mới có thể đe doạ đến xã hội nhân loại.
Mâu thuẫn giữa các dị nhân và người thường càng thêm trầm trọng bởi những cách thức mà các dị nhân (bao gồm cả những kẻ thù không đội trời chung với X-Men như Magneto và Apocalypse) sử dụng năng lực của họ để chấm dứt đụng độ một cách bạo lực hoặc phạm pháp. Từ đó, Liên minh dị nhân đã được hình thành bởi Giáo sư Charles Xavier, còn gọi là Professor X, người đã sáng lập nên một học viện dùng để huấn luyện cho các dị nhân trẻ cách bảo vệ mình và thế giới trước mối đe dọa từ những dị nhân như Magneto.
Loạt truyện X-Men là một trong những đại biểu truyện tranh kế thừa và phát huy vai trò truyền bá đa văn hóa sớm nhất và có sức ảnh hưởng mạnh nhất. Suốt trong thập niên 1970, danh sách các thành viên đa dạng hóa không ngừng, với những nhân vật xuất thân từ Đức, Ireland, Canada, Liên Xô, Kenya và Nhật Bản. Các nhân vật đại diện cho các nền văn hóa và sắc tộc khác nhau liên tiếp được bổ sung. Mạch truyện của họ thường động chạm đến những chủ đề có liên quan đến tình trạng của các nhóm người thiểu số, bao gồm cả sự đồng hóa, sự chịu đựng và đức tin vào một "chủng tộc thượng đẳng."
Cái tên X-Men xuất phát từ việc các dị nhân có siêu năng lực tương ứng với các gen "X-Factor" (Nhân tố X - một từ do Professor X nghĩ ra). Đồng tác giả Stan Lee nhắc lại trong quyển Son of Origins of Marvel Comics, rằng ông ta đã phát minh ra tên gọi của loạt truyện này sau khi chủ nhiệm nhà xuất bản Marvel là Martin Goodman bác bỏ cái tên đầu tiên, "The Mutants" (Những người đột biến). Theo bổ sung của cách giải thích "chính thức", X-Men có liên quan mật thiết (cả trong Thế giới Marvel cũng như bởi độc giả của loạt truyện) đến cái tên do Xavier đặt. Trong Uncanny X-Men tập 309, Xavier nói rằng tự cái tên X-Men đã nói lên sự tôn trọng các dị nhân.

## Lịch sử

### Thập niên 1960 - Nhóm X-Men đầu tiên
Đầu thập niên 1960, tác giả kiêm biên tập Stan Lee của hãng truyện tranh Marvel, cùng họa sĩ Jack Kirby và nhiều người vẽ tranh minh họa khác đã sáng tác ra một loạt các siêu anh hùng, nhấn mạnh đến tính cách nhân vật và những cuộc đụng độ cá nhân đầy chất phiêu lưu hành động, bao gồm The Fantastic Four, The Incredible Hulk và Spider-Man. X-Men là một trong những cái tên cuối cùng trong giai đoạn phục hưng của truyện tranh (Silver Age - những năm sau giai đoạn cực thịnh), xuất hiện vào tháng 9 năm 1963.

X-Men tập 1 (Tháng 9/1963). Hình bìa của Jack Kirby và Sol Brodsky

Trong loạt truyện tranh này, X-Men được sáng lập bởi một người bị liệt hai chân có năng lực ngoại cảm (telepathy), Giáo sư Charles Francis Xavier, còn gọi là Giáo sư X (Professor X). Nhờ siêu máy tính Cerebro, Xavier đã tìm kiếm tập họp các thiếu niên đột biến dưới vỏ bọc của Trường năng khiếu Thanh niên Xavier (Institute for Gifted Youngters), tọa lạc tại vùng ngoại ô rộng lớn ở số 1407 Graymalkin Lane Salem Center, một thị trấn nhỏ ở Westchester County, New York.
Được quảng bá ngoài bìa là "những người hùng kỳ lạ nhất", nhóm X-Men đầu tiên gồm năm thiếu niên đang học cách chế ngự năng lực của mình:
- Cyclops (Scott "Slim" Summers), có đôi mắt kết nối với một chiều không gian khác và thông qua đó bắn ra những luồng năng lượng gây chấn động, nó chỉ có thể điều khiển bởi cặp mắt kính làm bằng Ruby. Anh ta trở thành một cô nhi sau khi cha mẹ mình mất trong một vụ tai nạn máy bay. Anh ta là học viên đầu tiên và là người đứng đầu nhóm X-Men.
- Iceman (Robert "Bobby" Drake), có thể làm giảm nhiệt độ, ngưng tụ hơi nước trong không khí và chuyển nó sang dạng băng, hiện tại anh đã có thể tái cấu trúc cơ thể đóng băng của mình một khi nó bị phá hủy. Thành viên nhỏ tuổi nhất của nhóm. Trong một lần tự vệ, anh ta bộc phát năng lực và bị tấn công bởi một đám đông giận dữ và bị bắt vào tù. Cyclops đến cứu anh ta và mời anh ta gia nhập đội.
- Beast (Hank McCoy), một thiên tài có hình dáng như người thường ngoại trừ việc tứ chi của anh dài quá khổ, nhanh nhẹn phi thường, về sau nhiều lần bị biến đổi hình dạng thành một sinh vật lông xanh hoặc xám trông như khỉ hoặc mèo.
- Angel (Warren Worthington III, sau này còn gọi là Archangel), giống như cái tên Thiên thần, anh có thể bay được nhờ vào đôi cánh có lông vũ mọc sau lưng lúc đến tuổi dậy thì. Cặp cánh này về sau bị cắt bỏ và thay bằng cánh kim loại, nhưng nó vẫn có lông vũ trắng như cũ. Vốn xuất thân từ một gia đình triệu phú. Từng có thời gian làm siêu anh hùng đơn lẻ trước khi gia nhập nhóm.
- Marvel Girl (Jean Grey, sau này còn gọi là Phoenix), một người có năng lực điều khiển vật thể (telekinetic), về sau cô còn có thêm khả năng ngoại cảm. Là thành viên nữ duy nhất và là người đã quen biết với Xavier lâu nhất.

Tiền thân của ý tưởng về một ngôi trường dành cho những dị nhân đã từng xuất hiện vào năm 1953, trong tiểu thuyết khoa học giả tưởng Children of the Atom của Wilmar H. Shiras, mặc dù chưa từng có một xác nhận chính thức nào về việc nó là nguồn cảm hứng cho loạt truyện X-Men. Nhân vật trong tiểu thuyết cũng là các dị nhân, kết quả ngoài ý muốn của những thí nghiệm đột biến gen. Cụm từ "Children of the Atom" cũng được sử dụng suốt trong quá trình thương mại hóa X-Men, thường là một dòng phụ đề cho các ấn bản và trò chơi điện tử X-Men.
Mặc dù tư tưởng triết học được coi là có xuất hiện trong X-Men, nhưng Lee thì nói rằng ông ta phát minh cụm từ "dị nhân" nhằm mục đích tạo ra các nhân vật có siêu năng lực mà không phải lưu tâm đến nguồn gốc của từng người riêng biệt.

Xavier với nhóm X-Men đầu tiên; Beast, Iceman, Cyclops, Angel, và Marvel Girl. Hình của Jack Kirby.

X-Men tập 1 cũng giới thiệu đại kình địch của nhóm là Magneto, người có thể điều khiển kim loại và luôn cho rằng phải cai trị hoặc tiêu diệt tất cả người thường. Nhân vật Magneto về sau càng được tô đậm thêm khi việc ông ta từng có quan hệ bạn bè với Professor X được tiết lộ, và tôn chỉ "dị nhân phải khuất phục hoặc bị khuất phục" bắt nguồn từ việc ông ta là người sống sót trong cuộc thảm sát người Do Thái của Đức quốc xã. X-Men tập 4 là sự ra mắt hội Brotherhood of Evil Mutants của Magneto, với các thành viên như Mastermind, Toad, Quicksilver và Scarlet Witch. Còn có một số nhân vật phản diện khác có quan hệ với Brotherhood trong thời kỳ này như Unus the Untouchable, Vanisher và Blob, riêng Blob là kẻ có quan hệ lâu dài nhất, luôn tham gia và trợ giúp hội mỗi lần xuất hiện.
Ngoại trừ một số nhân vật phản diện khác xuất hiện trong thập niên 1960, như người anh kế có sức mạnh phi thường của Professor X là Juggernaut, và người máy Sentinel có nhiệm vụ săn lùng các dị nhân; nhóm X-Men thường chiến đấu với những dị nhân bất lương tầm thường, những người ngoài Trái Đất và những con quái vật đần độn. Do đó mà thời kỳ này được đánh dấu là hết sức nhạt nhẽo, và X-Men trở thành một trong những loạt truyện tranh Marvel thất bại vào thập niên đó.
Suốt thời kỳ này, chỉ có thêm hai thành viên gia nhập X-Men trong thời gian ngắn:
- Mimic (Calvin Rankin), với khả năng bắt chước năng lực của bất cứ ai khác, kể cả các dị nhân. Anh ta được biết đến không chỉ vì việc đã đe dọa tống tiền cả nhóm, mà còn bởi việc là thành viên duy nhất bị giáo sư Xavier trục xuất khỏi trường. Việc anh ta có phải là một người đột biến hay không vẫn là một đề tài gây tranh cãi.
- Changeling (Kevin Sydney), một người biến hình đã giả dạng và chết thay cho Xavier để chuộc lỗi cho quá khứ tội phạm của mình.

Lee và Kirby từ bỏ loạt truyện từ năm 1966, giao nó lại cho Roy Thomas và Werner Roth. Roth ngừng vẽ năm 1967, và Thomas thôi viết kịch bản năm 1968, suốt một năm sau đó không có thêm ấn bản nào nữa, ngoài trừ hai số do Jim Steranko vẽ, ông đã thêm vào nhân vật phản diện Mesmero. Năm 1969, Thomas quay lại với sự tham gia của họa sĩ được hâm mộ nhất lúc bấy giờ Neal Adams trong nỗ lực cứu loạt truyện khỏi một thảm bại doanh thu. Những ấn bản tiếp theo đã được người hâm mộ quan tâm hơn, khi giới thiệu sự trở lại của các nhân vật phản diện Sauron và Living Monolith, cũng như hai thành viên X-Men mới:
- Lorna Dane (sau này là Polaris), một dị nhân tóc xanh với năng lực tương tự như Magneto.
- Havok (Alex Summers), người em bất trị của Cyclops với khả năng hấp thu năng lượng vũ trụ và dùng nó để phá huỷ các vật thể hoặc gây ra những vụ nổ năng lượng (giống như Cyclops, anh ta rất khó khăn trong việc chế ngự năng lực hủy diệt của mình).

Mặc dù doanh số bán đã tăng trở lại từ khi Adams tiếp quản loạt truyện, nhưng nó quá nhỏ và quá muộn, hãng Marvel ngưng phát hành X-Men vào năm 1969 (chính xác là tập 66 vào tháng 3 năm 1970). Loạt truyện chỉ còn được tái bản, và X-Men thì xuất hiện trong những truyện tranh khác của Marvel—với những màn trình diễn ấn tượng trong Marvel Team-Up, The Avengers, The Incredible Hulk và Captain America - để rồi chìm vào quên lãng.

### Cuối thập niên 1970/Đầu thập niên 1980 - Những Dị nhân mới

Giant-Size X-Men tập 1, 1975. Hình của Gil Kane và Dave Cockrum

Năm 1975, tác giả Len Wein và họa sĩ Dave Cockrum đã giới thiệu một nhóm Dị nhân mới. Không còn là các thiếu niên nữa, nhóm này gồm những người đã trưởng thành tập họp từ nhiều quốc gia và nền văn minh khác nhau. Việc trải rộng các nền văn hóa này xuất phát từ mục tiêu của hãng Marvel, muốn nhắm đến các thị trường ngoài nước Mỹ. Giant-Size X-Men tập 1 giới thiệu một nhóm mới, tập họp bởi Professor X nhằm giải thoát các thành viên trước đây đang bị Krakoa giam giữ tại "hòn đảo sống" nhiễm đầy phóng xạ.
Nhóm Dị nhân hoàn toàn mới này dẫn đầu bởi Cyclops, gồm các thành viên:
- Sunfire (Shiro Yoshida), một Dị nhân người Nhật nhạy cảm với khả năng tạo ra những chùm plasma nóng bỏng và biết bay.
- Thunderbird (John Proudstar) thuộc bộ tộc người Apache, có năng lực phi thường về sức mạnh, tốc độ, sức chịu đựng, phản xạ cũng như kỹ năng và khả năng phán đoán dấu vết bằng trực giác.
- Banshee (Sean Cassidy), một Dị nhân người Ireland có thể thét ra sóng âm thanh, nhờ đó mà anh bay được và gây ra những luồng sóng âm.
- Colossus (Piotr Rasputin), một người Nga trầm tĩnh kín đáo với khả năng chuyển hóa toàn bộ cơ thể thành thép để làm tăng kích cỡ, sức mạnh, tốc độ và sức chịu đựng, khiến anh gần như bất khả xâm phạm.
- Nightcrawler (Kurt Wagner), một người Đức nhanh nhẹn phi thường với năng lực chuyển dịch tức thời. Hình dáng của anh ta trông như quỷ, với đôi mắt lấp lánh màu, bộ lông xanh mượt, mỗi bàn tay có ba ngón, mỗi bàn chân có hai ngón, có răng và tai nhọn, cuối cùng là một cái đuôi dài ngoẵng. Một khả năng khác ít được biết đến của anh là hòa lẫn vào bóng tối.
- Storm (Ororo Munroe), một phụ nữ châu Phi có ý chí kiên cường. Cô có mối liên kết huyền bí với mọi dạng thời tiết của địa cầu, do vậy cô có thể điều khiển và thao túng thời tiết. Storm về sau trở thành người dẫn đầu các Dị nhân những khi Cyclops vắng mặt.
- Wolverine (James "Logan" Howlett), một công chức Canada cộc tính, sở hữu những giác quan phát triển khác thường, một nhân tố hồi phục chấn thương giúp anh kéo dài tiến trình lão hóa, và những móng vuốt bằng chất adamantium có thể co duỗi tuỳ ý. Một cơ quan bí mật (Weapon X) đã kết dính một loại hợp kim chưa từng được biết vào khung xương của Wolverine. Với những bí mật được hé lộ từ từ, nguồn gốc của Wolverine là một trong những bí ẩn lớn nhất của loạt truyện.

Sau Giant-Size X-Men tập 1, hãng Marvel bắt đầu phát hành những tập X-Men mới, tập trung vào nhóm Dị nhân này (trừ Sunfire đã rời nhóm và Thunderbird đã chết trong cuộc chiến ở X-Men tập 95). Loạt truyện được Cockrum vẽ và tình tiết soạn bởi Chris Claremont, người gắn bó dài hơi nhất với bộ truyện. Một trong những tình tiết quan trọng nhất của thời kỳ này là The Phoenix Saga (Truyền thuyết Phượng Hoàng - X-Men tập 101-108, năm 1977), trong đó Jean Grey (ít ra là bề ngoài) kết hợp với một thực thể ngoài vũ trụ là Phoenix và kéo theo cả nhóm vào một nhiệm vụ liên hành tinh. Truyền thuyết cũng giới thiệu chủng tộc ngoài Trái Đất Shi'ar cùng Nữ hoàng Lilandra, một mối tình mới của Professor X.

X-Men tập 136, 1980, Hình của John Byrne

Năm 1978, Cockrum đã lôi kéo John Byrne cùng cộng tác với Claremont viết tình tiết cho loạt truyện (được đổi tên thành The Uncanny X-Men không lâu sau đó—tên chính thức từ tập 142). Việc này đánh dấu sự bắt đầu một giai đoạn trỗi dậy đầy sáng tạo của X-Men, khiến nó trở thành ấn phẩm được ưa chuộng nhất trong ngành công nghiệp truyện tranh. Sau cuộc đối đầu với Magneto, Professor X và Jean Grey tin rằng các Dị nhân đã lạc lối, và cả nhóm phải tìm lối quay về suốt trong một năm. Trong thời gian đó, Byrne sáng tác một chuỗi phiêu lưu đậm chất Canada bằng việc trình làng nhóm Alpha Flight, một nhóm siêu anh hùng người Canada. Còn Wolverine nhận được phần thưởng dành cho nhân vật truyện tranh được hâm mộ nhất, đến nỗi từ 1980 đến 1984, năm nào cũng có ít nhất một tập truyện tập trung vào anh.
Claremont và Byrne sau đó đẩy các Dị nhân vào đủ thứ tình huống hiểm nghèo như thể muốn trắc nghiệm phẩm cách của họ vậy, đáng kể nhất là Dark Phoenix Saga (Truyền thuyết Phượng Hoàng Tối - Uncanny X-Men tập 129-138, 1980). Trong loạt truyện này, hội quý tộc Hellfire Club lôi kéo Phoenix bằng một ảo giác liên hoàn tạo ra từ năng lực của Mastermind. Sự can thiệp vào tâm trí đã giải phóng mặt ác của Phoenix, khiến cô ta ra tay hủy diệt một hành tinh có năm tỉ cư dân. Cho dù các Dị nhân đã cố gắng và dường như đã thành công trong việc kềm chế cô, Lilandra vẫn quyết định bắt giữ Jean Grey với hy vọng có thể chấm dứt sự đe dọa của Phoenix. Giáo sư Xavier yêu cầu một cuộc đấu tay đôi vì danh dự để tránh phải giao nộp Phoenix. Được Kree và Skrull cam đoan sẽ đánh bại các siêu anh hùng, Lilandra chấp nhận thách đấu. Kết quả là một trận chiến trên Mặt Trăng diễn ra giữa các Vệ binh Shi'ar và các Dị nhân, còn Jean Grey phải đứng trung gian. Cuối cùng các Dị nhân bị áp đảo, nhưng đúng vào cao trào của cuộc chiến, khi Cyclops bị thương, tâm linh của Phoenix không kềm chế nổi phần nhân cách ác nữa và hiện nguyên hình. Lúc này, Lilandra định phá hủy cả Thái Dương hệ để tiêu diệt Phoenix. Professor Xavier bất đắc dĩ yêu cầu các Dị nhân giết người đồng đội của họ để tránh nguy cơ diệt vong. Nhờ vào sức mạnh ý chí và nhân tính của Jean Grey, Phoenix quyết định tự sát để khỏi gây thêm thương vong, tạo nên một bước ngoặt trong giới truyện tranh lúc đó; từ trước tới giờ các nhân vật chính hầu như không bao giờ chết, nên hành động hy sinh bản thân là hết sức bất ngờ. "Truyền thuyết Phượng Hoàng Tối" đã giới thiệu khá nhiều nhân vật, gồm có Kitty Pryde, White Queen của Hellfire Club (sau này cũng gia nhập X-Men), và Dazzler.
Trong lần hợp tác sau cùng, Claremont và Byrne đã sáng tác Day of The Future Past (Ngày quá khứ của tương lai - Uncanny X-Men tập 141-142, 1981), mô tả về một giai đoạn tương lai, khi nước Mỹ trở thành một vùng hoang tàn bị cai trị bởi những người máy Sentinel. Ở thời điểm này, phần lớn các Dị nhân và các anh hùng khác đều đã chết, những người đột biến bị lùa vào trại tập trung. Trong tình tiết gốc, linh hồn của Kate Pryde trưởng thành đi ngược thời gian tìm về chính bản thân cô ta lúc còn trẻ (Kitty), thuyết phục các Dị nhân giúp mình ngăn chặn cuộc ám sát Thượng nghị sĩ sẽ được tiến hành bởi người lãnh đạo mới của hội Brotherhood of Evil Mutants, người biến hình Mystique, cùng các cộng sự mới của cô ta, bao gồm Avalanche, Pyro và Destiny, tất nhiên không thể thiếu phần Blob. Cái nhìn tăm tối về tương lai đã gây ra sự sợ hãi, thù hận, và hẹp hòi trong nhiều câu chuyện về sau.
Năm 1982, với kịch bản của Claremont, Brent Anderson phát hành tập truyện dài X-Men: God Loves, Man Kills (Trời sinh, Người diệt), với việc Linh mục William Stryker bắt đầu một chiến dịch điên cuồng chống lại những người đột biến, hắn bắt giữ và tẩy não Professor X nhằm thao túng năng lực của ông để tấn công và tiêu diệt tâm linh của người đột biến. Các Dị nhân liên minh với Magneto để đánh bại Stryker, một trong những minh hoạ rõ ràng nhất trong loạt truyện về việc người đột biến có ý nghĩa ẩn dụ với quan hệ chủng tộc. Hơn 20 năm sau, câu chuyện là nguồn cảm hứng cho kịch bản của bộ phim điện ảnh X2 (Liên minh dị nhân), tập phim thứ hai trong loạt ba phim về Dị nhân.
Tróng lúc đó, Uncanny X-Men tiếp tục phát triển bởi Claremont và các họa sĩ như Paul Smith rồi John Romita Jr.. Cốt truyện cuối thập niên 1980 giới thiệu các sinh vật vũ trụ Deathbird và Brood, băng đảng những người đột biến sống dưới lòng đất Morlocks, kẻ săn lùng người đột biến đến từ tương lai Nimrod; tiết lộ tình yêu của Wolverine với nữ quý tộc người Nhật Mariko Yashida; chứng kiến Storm mất đi năng lực (tạm thời) và hình thành mối quan hệ với người đứng đầu chương trình vũ khí đột biến của chính phủ Forge; đào sâu mối quan hệ giữa Cyclops và Madelyne Pryor, những dấu hiệu mập mờ về Jean Grey. Loạt truyện cuối cùng chấm dứt với việc Cyclops cưới Pryor và rúi lui khỏi nhóm Dị nhân.
Các Dị nhân mới gia nhập thêm vào đầu và giữa thập niên 1980 gồm:
- Sprite, (Kitty Pryde), sau này còn có tên ngắn Ariel và bây giờ là Shadowcat, một thiếu nữ Mỹ gốc Do Thái có thể đi xuyên qua mọi vật thể rắn, đi trong không khí loãng, có thể dùng năng lực của mình để tiếp xúc với hệ thống điện, và mở rộng phạm vi xuyên thấu cho bất cứ thứ gì cô chạm vào. Cô có tên Shadowcat sau một cuộc phiêu lưu ở Nhật với Wolverine.
- Rogue, một người đẹp phương Nam có thể hấp thu năng lực và ký ức của bất kỳ ai tiếp xúc với cô, làm cho họ yếu đi hoặc bất tỉnh một lúc, thậm chí hôn mê vĩnh viễn. Lúc đầu Rogue là một thành viên trong hội Brotherhood of Evil Mutants của Mystique.
- Rachel Summers, Phoenix đệ nhị (sau này là Marvel Girl đệ nhị), con gái đã trưởng thành của Cyclops và Jean Grey sau sự kiện "Ngày quá khứ của tương lai". Rachel hành xử như là một bản sao của Thực thể Phượng Hoàng với năng lực ngoại cảm và điều khiển vật thể. Cô còn có khả năng du hành xuyên thời gian trong trạng thái xuất thần, năng lực này có thể được khuếch đại để chuyển dịch bản thân cô và người khác đi xuyên thời gian theo ý muốn một cách tự nhiên.

### Từ giữa đến cuối thập niên 1980 - Loạt truyện trở thành thương hiệu

The New Mutants tập 1, 1983; hình của Bob McLeod

Từ thập niên 1980, sự phổ biến của Uncanny X-Men và sự ra đời của những cửa hàng chuyên kinh doanh truyện tranh đã dẫn đến việc tung ra hàng loạt ấn phẩm ăn theo gọi chung là "X-Books". Trước tiên là The New Mutants vào năm 1983, giới thiệu một nhóm Dị nhân thiếu niên mới tiếp quản trường học Xavier. Năm 1985, những Dị nhân cũ tập họp lại dưới cái tên X-Factor, với sự hồi sinh đầy tranh cãi của Jean Grey. Năm 1988 là một loạt truyện dành riêng cho Wolverine, tập trung vào sự đấu tranh của anh giữa danh dự cá nhân và quá khứ. Năm 1987, hãng Marvel bổ sung một nhóm đặc biệt Excalibur, với Rachel Summers, Nightcrawler, Shadowcat cùng các siêu anh hùng người Anh là Captain Britain và Meggan. Do có quá nhiều ấn phẩm ăn theo, thương hiệu X-Men trở thành một trong những tài sản đáng giá nhất của Marvel, có điều huyền thoại X-Men trở nên quá rắc rối và những tình tiết thì ngày càng mở rộng đến mức khó lòng theo kịp. Trong thập niên này, sự thành công của X-Books đã gây ảnh hưởng đến những thương hiệu phổ biến khác, như Spider-Man (Người Nhện), Superman (Siêu nhân), Batman (Người Dơi), và phát triển thành một mối liên kết "họ hàng" giữa những loạt truyện tranh nhiều tập.
Một tình tiết gây tranh cãi khác là việc để Professor X di trú vào không gian trong năm 1986, sau khi ông ta bị những chấn thương nghiêm trọng và chỉ có thể sống sót nhờ công nghệ của chủng tộc Shi'ar, và không thể trở về Trái Đất do những quầng lửa phát ra từ Mặt Trời. Sự kiện gây tranh cãi nhất chính là việc đại kình địch Magneto tiếp quản ngôi trường thay giáo sư Xavier và mở rộng các thành viên (đây là nguyên nhân chính khiến cho nhóm Dị nhân ban đầu quyết định thành lập X-Factor và lui vào hoạt động bí mật - họ cho là nhóm Dị nhân mới đã "phản bội" giáo sư Xavier và bắt tay với Magneto).
Sự thừa mứa các câu chuyện về những Dị nhân đã dẫn đến hệ quả là tình tiết giữa các X-Books đan xen vào nhau (còn gọi là "X-Overs"), có khi trong nhiều tháng liên tục. Đầu tiên là Mutant Massacre (Cuộc tàn Sát Dị nhân) năm 1986, tiến hành bởi tổ chức dị nhân khát máu Marauder, đã tiêu diệt băng Morlocks và làm bị thương nghiêm trọng nhiều Dị nhân liên quan (những chấn thương của Kitty Pryde và Nightcrawler tạo điều kiện cho các tác giả gởi họ đến nước Anh để gia nhập Excalibur). Phần này giới thiệu thủ lĩnh Mister Sinister của Marauders, một dị nhân ác tinh thông di truyền học và là trọng tâm trong nhiều cốt truyện phụ có liên quan. Các ấn phẩm còn mang Sabretooth, từng là địch thủ của người hùng võ thuật Iron Fist, vào thế giới các Dị nhân và làm kẻ thù của Wolverine, với lời gợi ý là hai người từng có quan hệ trong quá khứ.
Suốt giai đoạn này, Claremont ra mắt một đội ngũ Dị nhân mới gồm Storm, Rogue, Wolverine, Colossus, Havok và nhiều nhân vật mới:
- Magneto, cựu địch thủ của nhóm, trở thành người lãnh đạo nhóm X-Men và The New Mutants thay cho giáo sư Xavier khi mọi người nghĩ ông đã chết. Magneto bỏ đi sau khi không thể cứu sống được một trong những thành viên của The New Mutants (Douglas Ramsey, còn gọi là Cypher), và lại tiếp tục là một nhân vật phản diện số một.
- Dazzler (Alison Blaire), một cựu ca sĩ phòng nhạc có thể hấp thu năng lượng âm thanh và chuyển hóa thành các hiệu ứng ánh sáng, như tia laser chẳng hạn. Dazzler được giới thiệu trong các tập truyện ở những năm đầu, sau đó cô xuất hiện riêng trong một loạt truyện tranh vào những năm giữa.
- Psylocke (Betsy Braddock), trong truyện tranh Captain Britain là một người Anh có khả năng ngoại cảm, cô thay đổi năng lực nhiều lần trong các năm sau này, và đến khi cô hoán đổi thể xác với một phụ nữ Nhật thành một nữ võ sĩ đầy quyến rũ khêu gợi, nó chuyển thành khả năng điều khiển vật thể.

Cũng vào giai đoạn này, dưới dạng xen kẽ, các Dị nhân còn xuất hiện ở hai loạt truyện ngắn: The Fantastic Four vs. the X-Men (Bộ Tứ Siêu Phàm chống lại Dị Nhân) và X-Men vs. the Avengers (Dị Nhân chống lại Avengers). Cốt truyện của nó nối tiếp phần kết cục lơ lửng của "Cuộc Tàn Sát Dị Nhân", trong đó thủ lĩnh Mr. Fantastic của Bộ Tứ Siêu Phàm và kẻ thù Dr. Doom đóng vai trò then chốt để cứu sống Kitty Pryde.
Sau loạt truyện xen kẽ Fall of the Mutants (Sự sụp đổ của Dị nhân) năm 1987, trong đó các Dị nhân chết đi và sống lại khi chiến đấu với con quỷ Adversary ở Dallas, cả nhóm đã chuyển đến một căn cứ bỏ hoang ở Australia trong thời gian ngắn. Giai đoạn này chứng kiến sự ra mắt của Reavers, một nhóm lính đánh thuê nửa người nửa máy, xen kẽ với loạt truyện Inferno (Địa ngục trần gian), trong đó tiết lộ rằng Madelyne Pryo là một bản sao của Jean Grey do Mister Sinister tạo ra. Các dị nhân của cả hai nhóm X-Men và X-Factor giao chiến với Pryor, lúc này đã điên cuồng và biến thành Goblin Queen, cùng với bầy quỷ cô ta tạo ra. Một trong các cao trào của câu chuyện là sự hợp nhất của hai nhóm X-Men và X-Factor—X-Factor không biết rằng nhóm X-Men còn sống, còn X-Men ngỡ rằng Jean Grey đã chết. Việc lưu trú tại Australia chấm dứt khi Storm và Rogue được cho là đã chết, những thành viên còn lại nản lòng và quyết định đến Siege Perilous, một khối pha lê cho biết số mệnh của từng người. Claremont nhân cơ hội đó để đưa hai cái tên Dazzler và Longshot vào dĩ vãng (hai người lấy nhau và có một đứa con). Không như các thành viên khác, tin tức của họ rất hiếm hoi. Năm 2005, Dazzler xuất hiện lại trong nhóm Excalibur mới, còn Longshot xuất hiện trong Exiles.
Cuối năm 1989, hãng Marvel bắt đầu phát hành Uncanny X-Men hai lần một tháng, tạo điều kiện cho Claremont viết một cốt truyện chung cho các ấn bản X-Men. Năm 1990, loạt truyện xen kẽ The X-Tinction Agenda (Kế hoạch tiêu diệt) đã tái tổ chức các Dị nhân, gồm có Storm, Banshee, Wolverine, Psylocke và ba thành viên mới:
- Forge, một người Mỹ gốc Ấn Độ với năng lực sáng tạo ra những thứ không theo khuôn mẫu.
- Jubilee (Jubilation Lee), một thiếu nữ có khả năng tạo ra những vụ nổ năng lượng, cô ta gọi là pháo hoa. Jubilee đã đi lậu vé trong một cuộc dã ngoại của các nữ Dị nhân. Cô ở cùng chỗ đóng trại của họ trong nhiều tuần mà không bị phát hiện, cho đến khi cứu Wolverine thoát khỏi bàn tay độc ác của Lady Deathstrike.
- Gambit (Remy LeBeau), một tay trộm khéo léo có thể tích điện vào mọi vật thể (thường thích dùng các lá bài) và làm cho nó phát nổ khi ném ra. Ngoại hình đầy mê hoặc giúp cho anh ta gây ảnh hưởng lên nhận thức của người khác, thuyết phục họ tin và chấp nhận những gì anh ta đưa ra.

Trận đánh cuối cùng trong giai đoạn này, The Muir Island Saga (Truyền thuyết đảo Muir), là cuộc chiến giữa X-Men, X-Factor cùng một số đồng minh với kẻ thù không đội trời chung của giáo sư Xavier trước đây, Shadow King.
Từ năm 1987 đến 1990, Marc Silvestri là họa sĩ cho Uncanny X-Men. Ông ta sau đó được thay bởi Jim Lee, một trong những họa sĩ truyện tranh được hâm mộ nhất của loạt truyện X-Men.

### Thập niên 1990 - Bùng nổ doanh thu

X-Men tập 1, tập truyện tranh bán chạy nhất mọi thời đại. Hình của Jim Lee

Sau khi các Dị nhân trở lại Westchester và Professor X trở về Trái Đất đầu năm 1991, hãng Marvel dọn dẹp lại các ấn phẩm X-Books. Họa sĩ Rob Liefeld chuyển nhóm The New Mutants thành một lực lượng quân đội, X-Force, lãnh đạo bởi một người sùng bái chiến tranh là Cable. Nhóm Dị nhân đầu tiên xóa sổ cái tên X-Factor và nhập chung vào đội X-Men, một số trong họ đã biến đổi so với lúc trước. Beast đã mọc thêm bộ lông xanh và đạt được học vị Tiến sĩ di truyền học. Angel, giờ đây là Archangel, đã bị biến đổi hoàn toàn bởi Siêu dị nhân 5000 tuổi Apocalypse và có làn da xanh cộng thêm đôi cánh thép. Trong lúc đó, Havok, Polaris và nhiều người đột biến khác hình thành nhóm X-Factor mới, trực thuộc chính phủ.
Để có chỗ cho nhóm Dị nhân đông đúc này, hãng Marvel tạo thêm một loạt truyện mới, vẫn lấy tên X-Men. Với cốt truyện của Claremont và tranh vẽ của Lee, loạt truyện này ra mắt "Đội xanh", gồm Beast, Psylocke, Rogue, Gambit, Cyclops và Wolverine. Uncanny X-Men, được viết và vẽ bởi Lee và Whilce Portacio, ra mắt "Đội vàng", gồm Colossus, Iceman, Archangel, Jean Grey, Storm và Bishop, một Dị nhân dùng súng sống ngoài vòng pháp luật đến từ tương lai. Professor X, Jubilee, Banshee và Forge lập thành nhóm X-Men ngoài vòng chiến; Banshee và Forge sau đó không lâu đã ra đi vì những lý do khác nhau.
Tranh vẽ của Lee và Liefeld rất được hâm mộ, cộng thêm việc tổ chức lại các nhóm như trên khiến cho X-Men trở nên được ưa chuộng mạnh mẽ. Ấn bản đầu tiên của X-Force và X-Men trở thành hai trong số các tập truyện tranh bán chạy nhất mọi thời đại, tạo nên một đợt bùng nổ doanh số cho những kẻ đầu cơ truyện tranh.
Trong lúc thành công thì những va chạm nội bộ đã chia rẽ nhóm sáng tác truyện X-Men. Claremont ra đi chỉ sau ba tập X-Men do những tranh chấp với Lee và biên tập viên của Marvel, chấm dứt mười lăm năm viết cốt truyện cho X-Men. Vài tháng sau, Liefeld và Lee cũng rời Marvel cùng với nhiều họa sĩ khác (có cả Silvestri và Portacio) để thành lập hãng Hình Comics.
Sức hấp dẫn của X-Men vẫn tiếp tục, với phim hoạt hình nhiều nhiều tập rất được hâm mộ của Fox Network: X-Men Animated Series ra mắt vào năm 1992. Trong lúc đó Uncanny X-Men được giao cho Scott Lobdell viết kịch bản cùng với họa sĩ Joe Madureira, người đã đưa truyện tranh Nhật Bản vào nước Mỹ. Còn X-Men thì tiếp tục với người viết kịch bản mới Fabian Nicieza và họa sĩ Andy Kubert.
Sự đan xen giữa các tình tiết lại lan tràn, và nó là sự kiện thường niên suốt thập niên 1990. Doanh thu không ngừng tăng trưởng, nhưng người hâm mộ bắt đầu phàn nàn rằng đó chỉ là sự loay hoay che giấu tình trạng sáo mòn thấy rõ. Một số tình tiết nổi bật trong thời kỳ này là:
- The X-Tinction Agenda (Kế hoạch tiêu diệt - 1990), nói về chính phủ Genosha, một hòn đảo hư cấu ngoài khơi châu Phi là nơi giam giữ những người đột biến.
- The Muir Island Saga (Truyền thuyết đảo Muir - 1991), sự trở lại của X-Factor và giáo sư Xavier.
- X-Cutioner's Song (Trường ca X-Cutioner - 1992), câu chuyện về bản sao của Cable giả dạng làm thủ lĩnh X-Force để lấy mạng Professor X, và kẻ thù không đội trời chung của X-Men đến từ tương lai, Stryfe. Hắn còn bắt giữ và tra tấn Cyclops và Jean Grey, cha mẹ của Cable và Stryfe.
- Fatal Attractions (Lực hút tai hại - 1993), Magneto trở lại, rút chất adamantium ra khỏi cơ thể Wolverine, Giáo sư Xavier buộc phải tẩy não ông ta. Đây là phần tiếp theo của Bloodties (Ràng buộc huyết thống).
- Phalanx Covenant (Hiệp ước Phalanx - 1994), một tập họp các ý thức bị nhiễm Transmode Virus thâm nhập vào X-Mansion, bắt cóc nhiều người đột biến chưa từng biết đến (như Husk), và lên kế hoạch tiêu diệt họ. Phalanx bị ngăn cản bởi một số ít các Dị nhân chưa bị vô hiệu hóa, về sau còn xuất hiện trong loạt truyện xen kẽ ăn theo Generation X.
- Age of Apocalypse (Điệp vụ Legion/Thời đại Apocalypse - 1995), Professor X bị giết bởi chính con trai của ông, Legion (David Haller), khi nó du hành xuyên thời gian đến thời điểm trước khi ông thành lập X-Men. Một thì hiện tại thay thế đã xuất hiện, trong đó Apocalypse cai trị Nam Mỹ và Magneto lãnh đạo các Dị nhân chống trả lại hắn.
- Onslaught (1996), thống trị mọi loạt truyện của hãng Marvel suốt hai tháng. Trong diễn tiến này, Professor X mất khả năng kiểm soát năng lực của mình, và phần nhân cách xấu xa của ông đã biến thành Onslaught, một thực thể gần như tối thượng, nó chỉ bị đánh bại dưới sự liên kết giữa các Dị nhân, nhóm Avengers và The Fantastic Four (Bộ Tứ Siêu Phàm).
- Operation: Zero Tolerance (Chiến dịch Zero Tolerance - 1997), đội quân chống Dị nhân được chính phủ bật đèn xanh để tiến hành một chiến dịch săn lùng những người đột biến.

X-Men tập 100, 2000. Claremont trở lại; hình của Art Adams

Những tình tiết quan trọng khác bao gồm cuộc thảm sát (lại thảm sát) băng Morlocks; Iceman học được cách nâng cao năng lực của mình, giờ đây anh có thể đóng băng toàn thân; tên hung thủ sát hại gia đình Colossus và cuộc đào ngũ của hắn khỏi nhóm Acolytes của Magneto; Psylocke khám phá nguyên nhân việc cô ta biến đổi từ một người mẫu Anh thành một sát thủ châu Á; mối tình giữa Rogue và Gambit; Jean Grey thay biệt danh Marvel Girl thành Phoenix, để tôn trọng Rachel và thực thể ngoài vũ trụ. Rogue ra đi sau khi tình cờ tiếp cận ký ức của Gambit; Bishop đối phó với những ký ức rời rạc từ một thời điểm bất định nào đó; Psylocke và Archangel suýt nữa bị giết bởi Sabretooth, khiến họ rời khỏi nhóm; Wolverine biến thành một sinh vật đần độn kỳ quái sau khi bị Magneto lấy đi chất adamantium; Iceman rời nhóm để chăm sóc cha anh, khi ông bị tấn công bởi những kẻ bài xích người đột biến; và Gambit phơi bày một bí mật đen tối: anh ta là người đã tham gia Marauders dưới trướng Sinister.
Thập niên 1990 chứng kiến một số lương lớn X-Books, với những loại truyện cả dài lẫn ngắn ra đời. Truyện dài có Generation X, với sự gia nhập của một nhóm dị nhân thiếu niên khác, và X-Man, có thêm một Dị nhân trẻ đầy quyền năng (Nate Grey - phiên bản kế thừa của Cable) đến từ Age of Apocalypse (Thời đại Apocalypse). Hãng Marvel còn ấn hành các loạt truyện đơn cho nhiều nhân vật như Cable, Gambit, Bishop và Deadpool, một tay sát thủ đối lập với X-Force. Năm 1998, hai tập truyện Excalibur và X-Factor chấm dứt, thay thế bằng loạt truyện Mutant X với sự gia nhập của Havok.

### Cuối thập niên 1990, đầu thập niên 2000 - Thời kỳ tái tổ chức
Khi "Chiến dịch Zero Tolerance" chấm dứt năm 1997, nhiều nhân vật chính như Bishop, Gambit, Jean Grey và Cyclops ly khai X-Men. Các tác giả đã lắp ghép một nhóm mới gồm Wolverine, Rogue, Beast, Storm và nhiều tân binh khác:
- Cannonball (Sam Guthrie), cựu thành viên của The New Mutants và X-Force, có thể bay với vận tốc của động cơ phản lực.
- Joseph, hiện tại được cho là một bản sao về trí óc (và trẻ hóa) của Magneto.
- Marrow (Sarah), cựu thành viên Morlocks, có thể dùng những khớp xương nhô ra làm kiếm hoặc dùi cui.
- Maggott (Japheth), một người Nam Phi có hệ tiêu hóa giống hình dáng một con giòi khổng lồ, cho phép anh ta tiêu hóa mọi thứ vật chất.
- Cecilia Reyes, một bác sĩ người Puerto Rico có thể tạo ra một trường bảo vệ bao bọc cơ thể.

(Còn có một vài sự kiện khác như Joe Kelly/Steve Seagle bỏ trốn, kết nạp lại các thành viên Excalibur/Professor X/Gambit - nhưng lúc đó các tác giả bị bắt buộc phải làm như vậy nên khó có thể coi là một diễn tiến thuộc về loạt truyện.)
Khi tác giả kiêm họa sĩ Alan Davis bắt đầu viết cốt truyện cho X-Men, ông giảm bớt nhóm này, giữ lại Marrow, Rogue, Storm, Wolverine; và gởi Shadowcat, Nightcrawler, Colossus, Gambit và Professor X về nhà. Người hâm mộ đã chú ý tới Davids - khi ông vẽ tranh cho loạt X-Men còn Adam Kubert là họa sĩ của Uncanny X-Men và cho ra đời loạt truyện Magneto War (Cuộc chiến với Magneto) - một thành công tương đối, nhưng hãng Marvel đã kết thúc nó khi Claremont đồng ý quay lại đầu năm 2000 để viết cốt truyện cho cả hai dòng X-Men.
Với sự kiện Revolution (Cuộc cách mạng), hãng Marvel tạm ngưng ấn hành các bản X-Books trong sáu tháng, để Claremont và các họa sĩ có thể hoàn tất việc duyệt lại chúng. (Một loạt truyện ngắn về sau, X-Men: Black Sun, đã lấp vào khoảng hổng này), Claremont lập ra một nhóm thành viên quen thuộc của "X-Men": Wolverine, Rogue, Colossus, Shadowcat, Psylocke và Thunderbird mới: người có thể sai khiển lửa có tên gọi Neal Shaara. Một nhóm phụ xuất hiện trong "Uncanny X-Men" gồm Gambit, Storm, Phoenix, Beast và Cable, thủ lĩnh nhóm X-Force trước kia. Claremont cũng giới thiệu thêm đồng minh "Tessa" của Hellfire Club trước đây, bây giờ có tên Sage. Nhân vật này sở hữu năng lực ngoại cảm và não bộ hoạt động như một máy tính, và là thành viên của câu lạc bộ quý tộc trong nhiều năm đến khi bị phát hiện làm điệp viên cho Professor X.
Những kịch bản lan man và những nhân vật phản diện mới không chút ấn tượng đã ảnh hưởng đến sự trở về của Claremont, và Tổng biên tập mới của Marvel Joe Quesada đã cách chức ông ta sau hai ấn bản đầu năm 2001. Quesada chỉ định Claremont và họa sĩ Salvador Larroca vào một tên truyện mới, X-Treme X-Men, với Sage, Psylocke, Bishop, Gambit, Thunderbird, Rogue và Storm hoạt động ngoài nhóm X-Men, giống như đã từng làm với West Coast Avengers vào cuối thập niên 1980 - đầu thập niên 1990.
Cùng lúc đó, Marvel chấm dứt các loạt truyện Gambit, Bishop, X-Man, Mutant X, Generation X, và X-Force. Mặc dù tình hình kinh doanh những loạt truyện này khá khả quan, Quesada lý giải rằng việc có quá nhiều truyện về các siêu anh hùng bị đột biến chỉ tổ rườm rà vô ích.
Marvel phát hành một vài truyện mới, không theo mô típ "chiến đấu vì một thế giới ghét và sợ dị nhân" nữa, gồm có:
- Weapon X, một nhóm đánh thuê có Sabretooth, Marrow và nhiều nhân vật có vuốt-sắc khác.
- Exiles, một nhóm dị nhân trong thế giới song song.
- X-Force mới (về sau đổi tên thành X-Statix), loạt truyện về nhóm các siêu anh hùng đột biến hoạt động công khai dưới sự bảo trợ của các tập đoàn.

New X-Men tập 114, 2001, Grant Morrison xuất hiện; hình của Frank Quitel

Những thay đổi mạnh mẽ khác của thời kỳ này gồm cái chết của các nhân vật Colossus và Psylocke; bí ẩn của Wolverine dần sáng tỏ trong loạt truyện Wolverine: Origins (Nguồn gốc Wolverine) đầu năm 2001.
Năm 2001 là sự xuất hiện của tác giả Grant Morrison và họa sĩ Frank Quitely, X-Men được đổi tên thành New X-Men, với sự ra mắt của Beast, Jean Grey, Professor X, Cyclops, Wolverine và Emma Frost, người trước đây là White Queen của Hellfire Club. Nhóm mới khoác bộ trang phục bằng da đen bóng (giống như trong bộ phim điện ảnh X-Men năm 2000), và thu nhận thêm các học viên thiếu niên vào Trường học Xavier. New X-Men nổi tiếng với những ý niệm khoa học giả tưởng đa phương diện, những bước ngoặt bất ngờ như sự kiện E Is For Extinction (Nợ nần sòng phẳng), nói về cuộc tàn sát 16 triệu người ở Genosha của nhân vật phản diện mới Cassandra Nova, hay những thay đổi gây tranh cãi về tính cách nhân vật. Một trong những tinh tiết gây tranh cãi của Morrison là để cho Cyclops ngoại tình với Emma Frost.
Uncanny X-Men cũng được tân trang lại dưới bàn tay của Joe Casey và họa sĩ Ian Churchill (sau đó chuyền tay liên tiếp qua Chuck Austen và nhiều họa sĩ khác). Trong khi "New X-Men" tập trung vào lớp học của nhóm năm người Cyclops, "Uncanny" tập trung vào các thành viên bên ngoài và những chuyến phiêu lưu hành động theo truyền thống, với thủ lĩnh Archangel và các thành viên Iceman, Nightcrawler cùng một số nhân vật khác:
- Chamber (Jono Starsmore), cựu thành viên Generation X có bộ ngực chứa đầy năng lượng psionic
- Stacy X (Miranda Leevald), từng là gái điếm, có thể điều khiển chất hóa học pheromones
- Northstar, (Jean-Paul Beaubier), cựu thành viên đội Alpha Flight
- Husk, (Paige Guthrie), em của Cannonball và là cựu thành viên Generation X, có thể tự lột da để lộ phần cơ thể rắn chắc bên trong.
- Juggernaut (Cain Marko), anh kế của giáo sư Xavier, tội phạm và là kẻ thù của X-Men từ giữa thập niên 1960 (Austen đã cho Juggernaut chuộc lỗi trong một số tình tiết được người hâm mộ chấp nhận)

Austen cũng đưa vào Polaris, Jubilee và Havok, người đã rơi vào quên lãng sau khi loạt truyện Mutant X bị chấm dứt. Tuy nhiên Casey và Austen đã bị phản ứng dữ dội. Nhiều nhà phê bình đánh giá Uncanny X-Men quá sáo mòn (so với những cuộc phiêu lưu của New X-Men), còn người hâm mộ thì phản đối những thay đổi của ấn bản này, bao gồm việc cho Nigthcrawler là một linh mục Công giáo, sự biến đổi tính cách của Polaris (làm cô trở thành kẻ khủng bố tâm thần), và chuyện tình lãng mạn gây tranh cãi giữa Archangel với Husk (Husk chỉ mới 18 tuổi, nhỏ hơn Archangel tới 10 tuổi).
Trong lúc đó, loạt truyện "X-Treme X-Men" giới thiệu thêm hai nhân vật mới:
- Lifeguard (Heather Cameron), có cơ thể thích nghi với mọi đe dọa bên ngoài.
- Slipstream (Davis Cameron), anh của Lifeguard, có thể chuyển dịch từ xa bằng cách tạo ra "Sóng bẻ cong không gian" (Warp Wave).

Một loạt truyện X-Men ưa thích khác là Ultimate X-Men của tác giả Mark Millar và họa sĩ Adam Kubert, họ đã viết lại phiên bản X-Men mới dành cho lứa tuổi thiếu niên và tạo thích thú cho các độc giả mới. Ultimate X-Men là một phần của Ultimate Marvel Universe, bên cạnh Ultimate Spider-Man và Ultimates.
Những sự kiện nổi bật trong giai đoạn này có thể kể đến Dream's End (Vỡ mộng), Eve of Destruction (Eva của sự huỷ diệt), E Is For Extinction (Nợ nần sòng phẳng), Planet X (Hành tinh X), Gifted (Tài năng bẩm sinh), Phoenix: The Endsong (Phượng Hoàng: Bài ca cuối cùng).

### Thập niên 2000

#### Thời kỳ mới

Astonishing X-Men tập 1, Ấn bản đầu tiên của Joss Whedon

Năm 2004, Morrison ngưng loạt truyện New X-Men, hãng Marvel bắt tay chuẩn bị cho "Giai đoạn chuyển tiếp Morrison". Marvel chấm dứt X-Treme X-Men và kéo Claremont quay lại với Uncanny X-Men. Nhóm mới, gồm có Storm, Wolverine, Bishop, Sage, Marvel Girl, Nightcrawler và Cannonball, hoạt động dưới quyền hạn của Liên hiệp quốc trong vai trò Đội Siêu Phản Ứng X.S.E (X-Treme Sanctions Executive). Họ có toàn quyền hành động và được các chính phủ công nhận địa vị ngang với nhóm Avengers trong vai trò giám sát hành vi của các dị nhân trên toàn thế giới. Còn loạt truyện New X-Men một lần nữa đổi thành X-Men, với các thành viên Havok, Polaris, Iceman, Rogue, Gambit, Juggernaut. Hãng Marvel còn phát hành Astonishing X-Men do Joss Whedon viết cốt truyện (tác giả loạt phim truyền hình Buffy the Vampire Slayer) cùng họa sĩ John Cassaday (họa sĩ của truyện Planetary). Các nhân vật trong Astonishing X-Men gồm Cyclops, Frost, Beast, Shadowcat, Wolverine. Để chuẩn bị cho ba nhóm mới, Cyclops đã bỏ các trang bị bằng da và quay lại kiểu trang phục cũ, thẳng thắn loại bỏ Archangel, Husk, Jubilee và Northstar khỏi vai trò thường trực.
Astonishing X-Men tạo nên một cú hích cho giới truyện tranh bởi những tình tiết và lời thoại của Whedon, và tranh vẽ theo phong cách như thật của John Cassaday. Một số phong cách tỏ ra thành công nhờ vào cách ra mắt đơn giản vừa phải, khác hẳn với nhiều ấn phẩm X-Men (đặc biệt trong thập niên 1990) có cốt truyện dài lê thê rối rắm và hình ảnh sặc sỡ khiến các nhân vật bị lu mờ. Loạt truyện mới còn hồi sinh Colossus, một nhân vật rất dược hâm mộ. Psylocke cũng hồi sinh trong Uncanny X-Men (Claremont đã nuôi ý định này từ sau cái chết của cô ta trong X-Treme X-Men, nhưng không được cho phép bởi quan điểm "chết là chết luôn" lúc đó).
Hãng Marvel cũng phát hành thế hệ truyện ăn theo mới, gồm District X, nói về Bishop kiểm soát một dị nhân lân cận Thành phố New York; New X-Men: Academy X, thay thế cho New Mutants (vol. 2) đề cập đến các học viên của Xavier; và Excalibur mới, trong đó Magneto và Professor X tái thiết lại Genosha. Rogue, Nightcrawler, Gambit và Jubilee xuất hiện trong những loạt truyện dành riêng, mặc dù Jubilee bị chấm dứt sau sáu tập, và được phát hành với số lượng ít ỏi nhất so với những ấn phẩm ăn theo khác. Gambit và Rogue mỗi người chỉ xuất hiện trong mười hai tập.
Marvel chấm dứt X-Statix khi tác giả Peter Milligan và Mike Allred ngưng sáng tác. Milligan thay thế Chuck Austen để viết cốt truyện cho X-Men (chữ "New" bị bỏ đi) vào tháng 1 năm 2005.
Trong lúc đó, loạt truyện dài NYX giới thiệu nhân vật X-23, một thiếu nữ là bản sao của Wolverine xuất hiện lần đầu trong loạt phim hoạt hình X-Men: Evolution. X-23 nhập học trong New X-Men sau khi trợ giúp nhóm Uncanny X-Men. Đây là lần thứ ba hãng Marvel đưa một nhân vật từ phim truyền hình vào truyện tranh; lần đầu là Firestar từ phim hoạt hình Spider-Man and His Amazing Friends (Người Nhện và những người bạn kỳ quái), người từng có mặt trong Uncanny X-Men rồi tham gia vào nhóm New Warriors (Tân Chiến binh) và sau đó là Avengers. Lần thứ hai là Morph trong hoạt hình X-Men Animated Series, sau đó tái xuất hiện trong Age of Apocalypse (Thời đại Apocalypse). (DC Comics cũng từng làm tương tự vào năm 1990, khi đưa nhân vật Harley Quinn của phim hoạt hình Batman: The Animated Series vào loạt truyện DC Universe.)

#### Đế chế M/Cuộc khủng hoảng/Giống nòi lâm nguy/Đấng cứu thế rắc rối
Sự kiện chính trong năm 2005 là House of M (Đế chế M),bắt đầu bằng việc Scarlet Witch - con gái của Magneto, mất trí vì những mất mát gia đình nên đã thay đổi thế giới, đảo ngược vị thế giữa con người và người đột biến trên thế giới. Khi các siêu anh hùng quyết tâm lật đổ hiện thực giả tạo House of M, họ lại khiến Scarlet Witch gây ra một sự biến động mới: 98% người đột biến trên thế giới bị mất năng lực. Sự kiến đó dẫn tới một cuộc khủng hoảng chưa từng có(Decimation) trong cộng đồng dị nhân, làm hàng triệu người đột biến bị mất năng lực, có cả Magneto và Professor X. Sau đó là biến cố Deadly Genesis (Căn nguyên chết người), với sự khám phá 1 bí mật đen tối của Xavier đã được che giấu trong suốt 30 năm qua, khiến ông và Cyclops trở thành thù địch với nhau; một nhân vật hung ác khác xuất hiện là Vulcan, em của Cyclops. Wolverine cũng khôi phục hoàn toàn ký ức trong diễn tiến của loạt truyện Wolverine: Origins.
Một số các sự kiện ngắn khác là Son of M (Hậu duệ M), Generation M (Thế hệ M) và The 198 (Hồ sơ 198) tập trung vào những dị nhân bị mất năng lực, tất cả đều xuất hiện trong New X-Men. Apocalypse hồi sinh khi Cable trở lại, biến đổi Polaris và Gambit sang phe ác của hắn, tuy nhiên cả hai đã được cứu thoát sau đó.
Trong lúc đó, The Avengers và Magneto giao du với các dị nhân thất lạc trong The Collective. Sư kiện House of M cũng dẫn đến một biến cố trong năm 2006: Civil War (Nội chiến). Chris Claremont chuyển sang phụ trách New Excalibur. Giáo sư Xavier thành lập một nhóm mới gồm Havok, Polaris, Rachel Summers, Nightcrawler, Warpath, và tân binh mới Darwin sau biến cố Deadly Genesis, với nhiệm vụ chống lại âm mưu lật đổ Shi'ar của Vulcan. trong khi Ed Brubaker tiếp quản bộ Uncanny X-Men.
Astonishing X-Men tiếp tục thành công, tuy nhiên vì tác giả Whedon ký hợp đồng mới phát hành thêm 12 tập (sau bản hợp đồng 12 tập ban đầu), nên trong năm 2006 truyện được phát hành 2 tháng/lần để có thể hoàn tất phần tình tiết mở rộng.Bên bộ X-Men, Rogue lãnh đạo một nhóm dị nhân mới, bao gồm những nhân vật vừa chuyển sang phe thiện như Mystique và Sabretooth. Loạt truyện New X-Men thì có sự trở lại của William Stryker. Stryker bí mật tái hợp nhóm người cuồng đạo Purifiers và đặt bom vào chuyến xe buýt chở các học viên bị mất năng lực của học viện Xavier, gây ra cái chết của 24 cựu học viên. Chưa dừng lại, Purifiers tấn công vào học viện giết chết thêm 3 học viên, cho đến khi chúng bị các New X-men (bao gồm các học viên: Surge, Hellion, Elixir, Prodigy, Mercury, Dust, Rockslide) đánh bại.
Cuộc khủng hoảng chưa chấm dứt khi Beast nhận ra không 1 người đột biến nào sinh ra kể từ M-day, khiến cho giống loài của họ đứng bên bờ vực tuyệt diệt. Beast đã làm 1 cuộc hành trình liên lạc với các nhà khoa học của cả hai phe thiện và ác để mong tìm ra phương pháp thoát khỏi tình trạng này. Nhưng cuối cùng, Beast nhận ra "Khoa học không thể giải quyết những vấn đề thuộc về ma thuật". Trong khi đó ở "Uncanny X-men", nhóm X-men của Xavier thất bại trong việc ngăn cản Vulcan tiếp nhận ngôi vua của Shi'ar. Bất lực nhìn cha mình chết trong tay em trai, Havok quyết định cùng Polaris và Rachel ở lại ngoài không gian tiếp tục chống lại Vulcan. Trong nhóm còn lại quay về Trái Đất cùng một thành viên mới là Hepzibah. "Astonishing X-men" cũng có thêm một thành viên mới, vốn là 1 học viên trẻ người Nhật Armor. Còn ở "X-men", Cable mất tích trong khi Mystique phản bội và bắt giữ Rogue, hé lộ bà ta là gián điệp của Mr Sinister cài vào X-men.
Sự kiện lớn nhất của năm 2008 là Mesiah Complex (Đấng cứu thế rắc rối) kể về sự ra đời của đứa bé đột biến đầu tiên kể từ M-day. Nắm giữ đứa bé là nắm giữ chìa khóa của cả giống loài đột biến nên một cuộc chạy đua truy lùng đứa bé diễn ra giữa các X-men và các nhóm đồng minh X-Factor, New X-men cùng các kẻ thù là các nhóm Marauders, Reavers, Purifiers. Trong sự kiện này, các vấn đề quan trọng gồm: việc Cyclops đã lập nên một nhóm mới là X- Force (bao gồm Wolverine, X-23, Warpath, Caliban, Hepzibah, Wolfsbane); sự xuất hiện trở lại của Cable; Layla Miller rơi vào tương lai 80 năm sau và mắc kẹt tại đó; con quái vật thủy ngân Predator X tấn công các New X-men; học viện lại bị phá hủy hoàn hoàn; sự phản bội của Bishop; Mystique giết Mr Sinister, lợi dụng đứa bé để hồi tỉnh Rogue. Cuối sự kiện, Cyclops trao đứa bé cho Cable, để anh ta mang nó về tương lai nuôi dạy. Bishop dùng súng bắn đứa bé nhưng lại giết chết giáo sư X. Cyclops tuyên bố các X-men giải tán.

#### Chia rẽ
Sự kiện tiếp theo là Divided We Stand (Chia rẽ) kể về các cuộc phiêu lưu cá nhân của các X-men.
"X-men" đổi thành "X-men Legacy" hướng câu chuyện tiếp tục về giáo sư X. Khi Exodus lấy cắp xác giáo sư và nhờ đến sự giúp đỡ của Magneto, mong lợi dụng những gì còn sót lại trong ý thức giáo sư. Gambit tham gia cùng nhóm của Exodus để thám thính và tìm cách cứu giáo sư. Sự thật được tiết lộ rằng trước khi chết, Mr Sinister đã đưa một phần ý thức của hắn vào giáo sư, dẫn đến sự lo ngại Sinister có thể hồi sinh trong cơ thể giáo sư.
"Uncanny X-men" kể về câu chuyện của Cyclops và Emma khi họ theo lời Angel đến San Fransico và phát hiện Goddess đã biến thành phố quay về thập niên 80. Mặt khác, còn kể đến cuộc phiêu lưu đến Nga của Wolverine, Colossus và Nightcrawler.
Đội New X-men giải tán nhưng Cyclops thành lập một thế hệ X-men mới mang tên Young X-men (bao gồm Rockslide, Dust, Wolf Cub, Ink, Greymalkin và Blindfold). Nhiệm vụ đầu tiên của nhóm là điều tra về tổ chức tội phạm New Brotherhood, chính là các cựu New Mutants (Cannonball, Sunspot, Magma, Wolfsbane, Dani Moonstar. Cuối cùng, nhóm phát hiện các cựu New Mutants không phản bội mà chính Cyclops mới là người bị kẻ ác khống chế.
X-Factor đối đầu với tai họa mà Arcade sắp giáng xuống NYX. Siryn cho biết mình đã có mang với Mutiple Man. Cùng với She-Hulk, nhóm truy tìm Longshot- kẻ đã được xác định là Skrull]].
X-Force tìm mọi cách tiêu diệt tổ chức Purifiers. Serie còn có sự xuất hiện của Archangel mang đôi cánh kim loại.
Một serie nhỏ gồm 2 tập kể về một số câu chuyện khác của các nhân vật: 
- Cannonball về quê, nhưng tức giận và bỏ đi.
- Storm đưa Nezho về Wakanda trước sự ghẻ lạnh của gia đình cậu ta.
- Anole khước từ Northstar và cũng bỏ đi.
- Nightcrawler đến giảng đạo cho Scalphunter.
- Hellion tìm đến đầu quân cho Magneto nhưng bị từ chối.
- Beast rời học viện trong nuối tiếc.
- Forge lại bị Bishop tấn công.
- Havok ở Shi'ar tuyệt vọng khi nghe báo tin ở Trái Đất.
- Magik từ Limbo quay về choáng váng trước sự sụp đổ của học viện.
- Surge tìm đến Dani Moonstar xin lời khuyên.

#### Secret Invasion
Khi con tàu vũ trụ chở các siêu anh hùng được xem là các tù binh của Skrull bị bắt từ lâu đáp xuống Trái Đất, có mặt của Jean Grey, Emma Frost, Beast và Wolverine.
Tàu chiến của Krull tấn công bờ biển Tây nước Mỹ bị bất ngờ khi gặp đợt phản công của các X-men. Các X-men chiếm được một tàu chiến mẹ nhưng người Krull cũng sử dụng Wall Thought cắt đứt liên lạc tâm linh của các nhà ngoại cảm. Các siêu chiến binh Super Skrull tấn công khiến các X-men phải rút lui về căn cứ.
Cyclops tập hợp mọi lực lượng và dùng khả năng teleport của Nightcrawler và Pixie phân tán các X-men ở nhiều địa điểm khác nhau trong thành phố. Các nhân vật tham chiến gồm: Iceman, Northstar, Aurora, Angel, Husk, Rockslide, Armor, Cannonball, Surge, Mercury, Dust.
Emma Frost cùng Stepford Cuckoos dự định liều lĩnh thử phá Wall Thought của người Skrull khiến Emma bất tỉnh và mất tín hiệu ý thức.
Pixie bất ngờ bị một tên Skrull tấn công nhưng lại được X-Force, bao gồm X-23, Warpath, Wolfsbane và Archangel. Họ chiến thắng tên Skrull và mang hắn về cho Beast nghiên cứu. Beast phát hiện ra Skrull và mutant khá tương đồng về di truyền nên đã tạo ra một biến thể của Legacy Virus, chỉ tấn công vào Skrull.
Người Skrull bắt các công dân thành phố làm con tin buộc các X-men hàng phục. Cyclops ra lệnh cho tất cả các X-men tẩm Leagcy Virus vào quần áo và phân thành nhiều nhóm nhỏ, giả đầu hàng để tiếp cận với đội quân Skrull, phân tán virus. Người Skrull bị nhiễm bệnh và buộc phải kết thúc cuộc xâm lăng để đổi lấy thuốc giải.

#### Từ San Francisco đến Utopia
Trong tập Uncanny X-men 500, các X-men chuyển căn cứ đến một tòa cao ốc ở thành phố San Francisco dưới sự hậu thuẫn của nữ thị trường thành phố này, vốn là người theo trường phái ủng hộ mutant. Nhưng chẳng bao lâu sau, chính phủ lại ra dự thảo đạo luật X - khống chế sự sinh sản của cộng đồng mutant. Một lần nữa, mong ước tìm một nơi có thể sống hòa hợp với con người lại lung lay. 
Sau nhiều năm, Uncanny X-men không còn là serie chỉ nói về 1 đội mà nó khái quát về tất cả các nhân vật mutant sống cùng trong Worthington Industries, hạt Marin, San Francisco, CA. Nhiều nhân vật cũ đã quay về như Karma, Dazzler, Northstar, Magik, Psylocke.
Ngay tập 500, các X-men chạm trán Magneto. Nhưng 1 nhóm kẻ thù mới đã xuất hiện: Sisterhood of evil Mutants dưới sự lãnh đạo của Red Queen, 1 phụ nữ bí ẩn được cho là người vợ cũ của Cyclops, Madelyne Pryor. Cô ta thâu nạp và hồi sinh nhiều nữ mutant là kẻ thù của X-men như Spiral, Lady Deathstryke, Chimera, 2 chị em Lady Mastermind và Martinique. Họ còn bắt giữ Psylocke và ép linh hồn cô ta quay về xác của Revanche. Psylocke mất trí và cùng băng nữ tội phạm này tấn công vào tòa nhà của các X-men.
Tháng 5/2009, serie thứ 3 mang tên New Mutants ra mắt, tái hợp lại các thành viên cũ của Mew Mutants thế hệ đầu: Cannonball, Karma, Magik, Sunspot, Moonstar và Karma. Nhiệm vụ đầu tiên của họ liên quan đến Legion.
Trong khi đó, ở serie Legacy X-men, lần đầu tiên sau nhiều thập niên, Rogue đã điều khiển được hoàn toàn khả năng của mình. Nhân dịp này, Cyclops chọn Rogue làm cố vấn cho một số học viên trẻ chưa tham gia X-men như Surge, Hellion, Bling!, Loa, Trance và Indra.
Các sự kiện lớn của năm 2009:
- Miền đất hứa/Utopia: Bắt đầu bằng sự kiện Simon Trask yêu cầu một đạo luật yêu cầu tất cả các mutant phải tham gia phương pháp hạn chế sinh sản bằng y học, một cuộc bạo động đã nổ ra ở thành phố San Francisco. Thừa cơ hội này, Norman Osborn cùng đội Dark Avengers đến San Francisco dẹp loạn và buộc tội Cyclops đã dung túng cho các mutant gây náo loạn thành phố. Trong khi Cyclops bị truy nã, Emma Frost đến gặp Osborn và chấp nhận làm lãnh đạo của đội Dark X-men. Đội bao gồm: Professor X (Mystique giả mạo), Wolverine (Daken- con trai của Logan, giả mạo), Cloak và Dagger, Weapon Omega, Dark Beast, Mimic, Namor. Âm mưu của Osborn không chỉ là hất cẳng các X-men và giành lấy vị trí nhóm siêu anh hùng bờ biển Tây của họ, lão còn cùng Dark Beast chế tạo cỗ máy Omega để rút năng lượng mutant và xây dựng nhà tù mutant ở Alcatraz. Cyclops bí mật cử Psylocke và đội X-club trục vớt Asteroid M từ đáy đại dương và biến nó thành 1 đảo quốc mới cho loài mutant, với cái tên Utopia. Khi anh ta cử đội X-Force đến Alcatraz giải cứu các tù binh, Emma Frost và Namor ngửa bài, cho thấy họ đã âm mưu trá hàng ngay từ đầu để thâm nhập vào kế hoạch của Osborn. Emma Frost kêu gọi Cloak và Dagger về phe mình và tất cả đến Utopia. Điều này làm Osborn thấy mất mặt. Ông ta cùng đội Dark Avengers và phần còn lại của Dark X-men tấn công Utopia. Trong trận chiến, vì giúp Sentry, Emma bị mắc kẹt với 1 mẩu của The Void và buộc phải giữ mình ở trạng thái kim cương. Trong khi đó, Dani Moonstar đã lấy lại năng lực của Valkyrie và dùng nó đánh bại Ares. Sau trận đại chiến, Osborn buộc phải rút quân khi thấy các X-men quá đông và ông ta không dám giết hết họ vì giới truyền thông đang ghi hình trực tiếp. Ông ta tuyên bố Utopia là "nhà tù" giam giữ các mutant khỏi sự an toàn của nước Mỹ. Trong khi đó, các X-men và mutant bắt đầu xây dựng một đất nước mới cho riêng mình.
- Nation X: Magneto quay trở lại căn cứ cũ của mình, Asteroid M, nay đã trở thành đảo quốc mới của loài mutant, Utopia. Các X-men xông đến tấn công ông ta, nhưng trước sự kinh ngạc và phản đối của vài X-men, magneto đã xin Cyclops gia nhập X-men. Trong lúc họ còn đang giải quyết các vấn đề phát sinh trong cuộc sống mới tách biệt với nước Mỹ, một chiếc máy bay bí ẩn đã thả một bầy Predator X xuống Utopia. Các X-men hợp sức tiêu diệt phần lớn chúng, nhưng vẫn còn một con đã trốn vào thành phố và tấn công các mutant ở đây, Fantomex giúp đỡ các X-men truy tìm con quái này. Cùng lúc đó, Cyclops và nhóm ngoại cảm tìm cách giúp Emma khỏi bị The Void khống chế. Nhóm khoa học và Magneto thì lại đối diện với nguy cơ Utopia đang chìm dần.
Về mặt tâm lý, có khá nhiều bất đồng và nghi ngờ diễn ra, không chỉ giữa các mutant dành cho các X-men, mà cả với các X-men với nhau. Nỗi sợ bị tách biệt với thế giới bên ngoài, dễ trở thành mục tiêu cho những kẻ căm ghét mutant, những lời đồn đại về nguy cơ Utoipa bị chìm, sự xa cách với các mối quan hệ gia đình bạn bè ở ngoài Utopia, tâm lý thù địch Magneto cũng như việc sinh sống trên căn cứ cũ của ông ta... khiến các mutant thường chống đối lẫn nhau. Trong khi đó, một số X-men lại cảm thấy mình đang đi ngược lại lý tưởng trước đây của chính họ. Việc họ tách mình khỏi cộng đồng khiến lý tưởng xây dựng một xã hội hòa hợp giữa con người và mutant trở nên chông chênh, trong khi hành động này lại có phần gần với lý tưởng của Magneto hơn. Mặc dù vậy, như Wolverine nói, thế giới đã thay đổi và các mutant nên tin vào sự lựa chọn của Cyclops, "Các X-men vẫn sẽ bảo vệ cho cái thế giới luôn căm ghét và sợ hãi họ. Nhưng bây giờ, chúng ta đã tự do."
- X Necrosha: một tên ma cà rồng tên Eli Bard đánh cắp công nghệ virus T-O của Bastion, có khả năng hồi sinh những người chết thành những công cụ tay sai cho kẻ điều khiển, và mang nó về cho Selene. Bà ta sử dụng nó để hồi sinh hàng loạt mutant đã chết và trả thù những kẻ đã cản đường và phản bội bà ta trước đây. 
Bà ta hồi sinh New Mutants Cypher, dùng anh ta để dẫn đội quân chết chóc của mình tấn công vào bên trong Utopia. Sau đó bà ta cùng những kẻ thân cận của mình (Wither, Mortis, Senyaka, Blink, Eli Bard) đến Genosha với âm mưu hồi sinh tất cả những mutant đã chết trong sự kiện thảm sát Genosha. Dù bà ta đã hồi sinh 16 triệu cư dân ở đây, nhưng do họ bị ảnh hưởng bởi M-day nên chỉ còn lại 1 triệu người là mutant. Selene ra lệnh cho các nô lệ xây dựng lại Genosha và muốn dùng năng lượng của họ để hóa thành thần. Công cụ của bà ta, lưỡi dao tâm linh, đã bị Eli Bard làm lạc mất khi chiến đấu với X-Force. Selene sai đồng bọn đến Utopia tìm lại thanh dao và giết bất kì ai cản đường chúng. Cuối cùng Selene cũng đạt được mục đích và biến thành một nữ ác thần sau khi hút hết sức sống của các mutant bà ta vừa hồi sinh. Nhưng một trong những mutant bà ta hồi sinh là X-men Thuderbird, đã tiết lộ cho đội X-Force biết cách giết bà ta.

### Thập niên 2010

#### Sự trở về của Hope Summers
Đầu thập niên là sự kiện Second Coming- sự kiện cuối trong chuỗi ba sự kiện kéo dài 5 năm xung quanh nhân vật Hope Summers- mutant đầu tiên và duy nhất ra đời sau M-day. Sau nhiều năm trốn chạy trong tương lai, Hope và Cable quay lại hiện tại và ngay lập tức bị truy sát bởi bè nhóm của tên Super Sentinel Bastion. Cùng hội với Bastion là những kẻ đứng đầu các phe nhóm chống đối với mutant như William Stryker, Cameron Hodge, Stephen Lang, Bolivar Trask, Graydon Greed. Sự tồn tại của đội X-Force bị tiết lộ, khiến một số X-men cảm thấy mất niềm tin vào Cyclops. Trong cuộc chạy đua đưa Hope trở về Utopia an toàn, nhiều X-men đã bị thương nặng, mất tích hoặc tử nạn. Trong đó, mất mát lớn nhất của các X-men là sự hi sinh của Nightcrawler khi anh ta liều thân mình đưa Hope về Utopia. Bastion cách li toàn thành phố San Francisco trong một mái vòm năng lượng không thể xuyên thủng, đồng thời mở một cánh cổng thời gian để thả đầy các siêu Sentinel Nimrod vào bên trong khối cầu. Trong khi phần lớn các mutant chật vật đánh nhau với bọn Nimrod, Cyclops cử đội X-Force hộ tống Cable và Cypher đến tương lai để vô hiệu hóa tất cả các Nimrod ngay từ cái nôi của chúng. Kế hoạch thành công nhưng Cable bị kẹt lại ở tương lai khi cánh cổng thời gian khép kín. Hope, trong cơn giận dữ và đau khổ, đã bộc phát năng lực và tiêu diệt Bastion, cũng như phá tung mái vòm năng lượng, giải phóng thành phố San Francisco. Nghĩ rằng cuộc chiến vì tương lai của loài mutant đã kết thúc, Cyclops giải tán X-Force nhưng Wolverine vẫn bí mật thành lập một đội mới (Wolverine, Archangel, Deapool, Psylocke, Fantomex).
Cuối sự kiện, Cerebro phát hiện ra các tín hiệu của các mutant mới từ khắp nơi trên thế giới, đánh dấu sự kết thúc thời kì đen tối của loài mutant.
Hope, người vẫn không ưa Cyclops, được Rogue giúp đỡ, đã đi khắp thế giới để tìm và giúp đỡ các mutant mới này. Bằng cách chạm vào họ, Hope đã giúp các mutant mới khống chế được năng lực mới bộc phát của mình, từ đó nảy sinh sự kính trọng của họ dành cho cô. Năm mutant đầu tiên bộc phát bao gồm:
- Transonic (Laurie Tromette): một cô gái Canada có làn da màu bạc như cá có khả năng bay.
- Velocidad (Gabriel Cohuelo): một anh chàng Mexico có khả năng dịch chuyển trong không gian mà mắt trần không nhìn thấy được.
- Oya (Idie Okonkwo): một cô gái Nigeria có thể điều khiển nhiệt độ, đôi tay có thể phát ra băng và lửa.
- Primal (Teon Macik): một người đàn ông Ukraine có hình dạng và tâm tính giống như thú vật mà Hope gặp ở Miami.
- Zero (Kenji Uedo): một họa sĩ người Nhật có khả năng mọc ra các xúc tu và các bộ phận cơ khí từ cơ thể mình.
Hope Summers đưa cả năm mutant này về Utopia và trực tiếp huấn luyện họ. Hope lập ra nhóm Five Lights và được Cyclops cho phép thực hiện các nhiệm vụ giúp đỡ các mutant mới bộc phát. Nhiệm vụ đầu tiên của nhóm là đến Berlin theo dấu một mutant mới bộc phát. Mutant này chỉ mới là một bào thai trong bụng mẹ. Do sợ hãi, nó đã dùng năng lực tâm linh điều khiển mọi người trong bệnh viện.

#### Quay về hình tượng cũ
Việc gen đột biến tiếp tục khởi hoạt trên toàn thế giới đã giải phóng tình trạng bế tắc cho số phận của loài mutant trong nhiều năm qua. Không còn mang nặng lo lắng phải bảo vệ phần còn lại của loài mutant bằng mọi giá, Cyclops đưa các X-men quay lại vai trò các anh hùng bảo vệ cho cộng đồng và xây dựng hình ảnh các anh hùng được công chúng yêu mến dựa trên sự ủng hộ và PR của thị trưởng và giới truyền thông SF. Nhìn chung ở các serie, các X-men đã quay lại với con đường cũ là xây dựng sự hòa hợp giữa loài người và mutant.
Trong X-men, chú trọng nhiều đến các tình tiết tạo nên danh tiếng Anh hùng cho các X-men, các X-men bảo vệ thành phố khỏi sự tấn công của loài vampire trong sự kiện "Curse of the Mutants" (trong sự kiện này, Jubilee quay trở lại loạt truyện, lần này cô ta bị biến thành vampire và phải sống trong sự giám sát để bảo đảm an toàn), tìm kiếm các đứa trẻ bị mất tích trong cống ngầm thành phố và tìm ra tung tích của Dark Beast và Lizard, những kẻ đang biến đổi con người thành những sinh vật bò sát khổng lồ.
Trong Uncanny X-men, vẫn tiếp tục mô tả cuộc sống chung của loài mutant trên Utopia. Trong sự kiện "Quarantine", Utopia bị virus HX-N1 tấn công khiến Cyclops phải cách li toàn bộ Utopia để bảo đảm sự an toàn cho SF. Trong khi đó, kẻ chủ mưu Lobe đã tạo ra một liều thuốc biến đổi con người thành những siêu nhân có các năng lực tương tự như X-men, và đem rao bán nó cho những kẻ giàu có muốn làm siêu nhân. Cyclops sau đó đưa binh đoàn X-men đang nhiễm bệnh vào tòa nhà của lão và làm toàn bộ những kẻ đang sử dụng liều thuốc cũng như chính Lobe bị nhiễm bệnh. Lobe buộc phải trao thuốc giải và tiêu hủy toàn bộ số thuốc này. Tuy nhiên, một trong những thí nghiệm của Lobe, Penny Newsom, dường như bị tác động bởi những lời nói của Cyclops về việc làm người anh hùng, đã quyết định đánh cắp vài mẫu thuốc và tẩu thoát. Trong sự kiện tiếp theo, Colossus và Kitty Pryde quay lại hành tinh Breakworld để giải quyết những vấn đề họ để lại trong lần viếng thăm trước.
Trong Legacy X-men, một sự kiện quan trọng đã xảy ra là Age of X. Một trong những nhân cách của Legion đã cất giấu toàn bộ vũ trụ vào một chiếc hộp, thay đổi Utopia thành một pháo đài đang bị vây hãm tên Fortress X, tẩy não các mutant khiến họ tin mình đã sống cả đời trong một cuộc chiến bất tận với loài người. Sau 7 ngày sống trong những cuộc đời giả tạo, các X-men biết được sự thật. Legion dùng năng lực trả vũ trụ lại như cũ. Các X-men lấy lại ký ức thật, nhưng vẫn giữ luôn ký ức về cuộc đời ở Age of X. Điều này khiến vài người cảm thấy bất an và bối rối nên đã nhờ đến các nhà ngoại cảm xóa ký ức cho họ. Sau sự kiện, Cyclops nhận được lời cầu cứu của Rachel Summers, người bấy lâu đang ở Shi'ar chiến đấu với Vulcan. Cyclops cử một đội gồm các thành viên muốn xóa bỏ những lỗi lầm trong quá khứ của mình gồm: Rogue, Magneto, Professor X, Legion, Frenzy cùng Rachel đến Shi'ar cứu Havok và Polaris đang bị giam trong ngục.
Trong New Mutants, sự trở về bí ẩn của Magik được giải đáp. Để trả thù những con quỷ tối cao Elder ở Limbo, cô ta đã lợi dụng các New Mutants và X-men, ép họ vào một cuộc chiến nguy hiểm liên quan đến vận mệnh của cả hai thế giới, Legion phải tham chiến và tiêu diệt các con quỷ Elder. Magik trả được thù và lấy lại được linh hồn của mình và Pixie. Các X-men mất tin tưởng vào Magik và đề nghị giam giữ cô. Cùng lúc này Cannonball và Karma đều có ý định tạm nghỉ. Cyclops đưa Moonstar lên làm lãnh đạo New Mutants và giải quyết những công việc còn sót lại trong các cuộc chiến trước. Công việc đầu tiên là X-man, người trở về trong thời kì của Dark X-men.
Trong Uncanny X-Force, đội X-Force bí mật của Wolverine tiếp tục công việc chủ động bảo vệ loài mutant khỏi các kẻ thù của mình. Họ đã giết hiện thân mới nhất của Apocalypse- một đứa bé (nhưng Fantomex bí mật nuôi dưỡng đứa bé này) và đối mặt với bọn người máy của The World.

#### Rạn nứt
Sự kiện của năm 2011 là Schism (Rạn nứt). Trong khi Cyclops đang đọc diễn văn trong hội nghị kiểm soát vũ khí quốc tế, Omega Kid đã đột nhập vào và dùng sức mạnh tâm linh buộc các nhà lãnh đạo thế giới phun ra những bí mật đen tối nhất của họ. Sự kiện này khiến cho nhiều quốc gia trên thế giới đồng loạt khởi động các Sentinel của họ, nhưng phần lớn các Sentinel lại bị hỏng và gây náo loạn khắp thế giới. Kẻ đứng sau vụ lộn xộn này là Kade Kilgore- nhà triệu phú thiên tài 12 tuổi và là Black King mới của Hellfire Club. Kilgore sau đó dẫn một toán lính vũ trang tấn công lễ khánh thành Bảo tàng lịch sử mutant, nơi đang có sự hiện diện của vài X-men. Các X-men bị đánh bại và mutant duy nhất có thể cứu nguy là Oya. Mâu thuẫn giữa Cyclops và Wolverine xảy ra khi Cyclops động viên Oya tham chiến còn Wolverine thì không muốn một đứa trẻ như Oya phải rơi vào tình cảnh bạo lực. Cuối cùng, Oya giết các binh lính để cứu những người ở bảo tàng. Nhưng Kilgore lại sử dụng một con Sentinel tân tiến nhất từng có để tấn công Utopia. Trong khi hầu hết các X-men đều không thể tiếp cứu kịp thời, một lần nữa, Cyclops nhờ đến sự giúp đỡ của các học viên. Wolverine và Cyclops tranh cãi và chiến đấu với nhau cho đến khi họ cùng các học viên đánh bại con Sentinel. Sau đó, Wolverine quyết định rời khỏi Utopia để trở về Westchester, mở cửa lại học viện Xavier và đổi tên nó thành học viện Jean Grey. Việc này khiến cho các X-men còn lại phải quyết định việc ở lại Utopia cùng Cyclops hay đến Westchester cùng Wolverine.
Thời kì tiếp theo được gọi là Regenesis (Tái cấu trúc). Các đầu truyện của X-men được chia theo hai tông màu xanh và vàng tương tự như những năm 90:
-Phe xanh (đi theo Cyclops): gốm Uncanny X-men, X-men, New Mutants và Generation Hope. Cyclops lãnh đạo một nhóm X-men hùng mạnh nhất hành động trong các tình huống nguy cấp. Psylocke lãnh đạo một nhóm nhỏ làm nhiệm vụ bảo vệ Utopia và Dazzler lãnh đạo một nhóm khác bảo vệ thành phố San Francisco. Dani Moonstar lãnh đạo New Mutants làm nhiệm vụ dọn dẹp những hậu quả còn sót lại của những trận chiến trước. Hope lãnh đạo The Lights ứng cứu cho các mutant mới bộc phát.
-Phe vàng (đi theo Wolverine): gồm Wolverine and the X-men, X-men Legacy, Uncanny X-Force, X-Factor. Wolverine và Kitty Pride đồng lãnh đạo học viện Jean Grey. X-Force tiếp tục theo đuổi các nhiệm vụ bí mật.
Bước sang năm 2012, mâu thuẫn giữa Wolverine và Cyclops tăng cao vì sự trở về của thực thể Phoenix Force trong sự kiện Avengers vs X-men. Sự kiện này cũng tiết lộ về nguồn gốc và vai trò của Hope Summers. Nó tiết lộ rằng khi Scarlet Witch xóa bỏ loài mutant trên Trái Đất, Phoenix Force đã cảm thấy trật tự tự nhiên trên Trái Đất bị đảo lộn nên đã tạo ra Hope Summers, một biểu tượng sức mạnh cân bằng lại sức mạnh ma thuật của Scarlet Witch. Khi Phoenix Force đến Trái Đất tìm Hope để hoàn thành việc phục hồi gen X, các Avengers lo sợ bản tính hủy diệt của nó nên đã đến Utopia bắt Hope. Một cuộc chiến lớn đã nổ ra giữa hai phe Avengers và X-men. Kết quả bất ngờ là khi Phoenix tiếp cận Hope, Iron Man đã dùng một bộ giáp bắn nó và khiến Phoenix phân mảnh làm năm phần và nhập vào năm X-men có mặt lúc đó: Cyclops, Emma Frost, Namor, Colossus và Magik. Các X-men nắm giữ sức mạnh Phoenix, còn gọi là Phoenix Five, sử dụng sức mạnh của mình để thay đổi thế giới theo hướng tốt hơn. Vẫn lo sợ các vật chủ của Phoenix sẽ mất kiểm soát, các Avengers lại đến Utopia bắt Hope đi, với hi vọng dùng cô ấy làm chìa khóa để tấn công Phoenix. Tức giận vì bị cản trở, Phoenix Five đã tuyên bố các Avengers là tội phạm và truy bắt họ khắp nơi. Trong quá trình giao chiến với các Avengers, dần dần họ đều bị mất kiểm soát và bắt đầu các hành vi điên cuồng. Các Avengers nhờ Scarlet Witch và Hope Summers nên đã lần lượt đánh bại các Phoenix, mặc dù đồng thời với việc một Phoenix ngã xuống là việc các Phoenix còn lại hấp thụ thêm sức mạnh và lại càng mất kiểm soát hơn. Cuối cùng, cả hai phe Avengers và X-men phải bắt tay chống lại Phoenix Force, lúc này với vật chủ duy nhất còn lại là Cyclops. Trong trận chiến cuối cùng, cái chết của Professor X khiến Cyclops biến thành Dark Phoenix và bắt đầu tàn phá thế giới. Scarlet Witch và Hope Summers cùng nhau đánh bại được nó nhưng ngay sau đó bản thân Hope lại tiếp nhận sức mạnh của Phoenix. Hope sửa chữa lại thế giới và biến thành White Phoenix với mong ước trở thành đấng cứu thế của thế giới. Nhưng Scarlet Witch ngăn cản cô lại và họ dùng sức mạnh của nhau để vĩnh viễn xóa bỏ Phoenix với câu nói: "No More Phoenix". Phoenix Force phân tán sức mạnh của nó ra toàn thế giới và hồi phục lại loài mutant, chính thức chấm dứt thời kì loài mutant bị đe dọa bởi nguy cơ tuyệt chủng.

#### Thời kì tái cấu trúc
Sự trở lại của loài mutant đưa các X-men quay lại với mục đích ban đầu của mình. Wolverine, Beast, Kitty Pryde và Storm quay lại học viện Jean Grey và chào đón làn sóng các học sinh mới vừa được bộc phát. Nhận ra sự thiếu sót của mình, Captain America đã thành lập một nhóm siêu anh hùng mới bao gồm các Avengers và các X-men Wolverine, Havok, Rogue với cái tên Uncanny Avengers để giải quyết các vấn đề giữa loài người và loài mutant. Trong khi đó, Cyclops vượt ngục và cùng Magneto, Emma Frost, Magik thành lập một học viện Xavier mới ở một căn cứ cũ của Weapon X.
Trong Cable and X-force tiết lộ việc Cable còn sống và đã quay trở lại hiện tại để ngăn chặn một thảm họa nào đó trong tương lai với đội hình gồm Domino, Colossus, Dr Nemesis và Forge, Trong khi đó một đội X-force khác do Psylocke thành lập cũng được giới thiệu trong Uncanny X-force gồm Storm, Spiral, Puck trước khi cả hai đầu truyện này hợp nhất thành một đầu truyện X-force duy nhất chỉ sau một thời gian ngắn.
Đầu truyện X-men giới thiệu một đội hình gồm các nữ X-men và tái giới thiệu Jubilee cùng đứa con nuôi Shogo của cô. Còn trong Amazing X-men thì có sự hồi sinh của Nightcrawler và sự gia nhập của Firestar. Một đội X-factor mới cũng được giới thiệu trong All-new X-factor với Polaris, Gambit, Quicksilver, Cypher, Warlock và Danger.
Sự kiện chấn động của giai đoạn này là việc Beast trở về quá khứ và đưa năm X-men cơ bản đến hiện tại. Tại đây, sau bao cú sốc vì tương lai, năm X-men cơ bản quyết định ở lại để tìm kiếm số phận riêng cho mình. Năm bản thể trẻ này xuất hiện trong đầu truyện All-new X-men. Sự kiện Battle of Atoms liên kết các đầu truyện X-men lại và xoay quanh việc các bản thể X-men đến từ tương lai trở lại hiện tại để ép buộc các X-men cơ bản trẻ quay về quá khứ của họ, nhưng vấp phải sự phản đối của một số X-men ở hiện tại. Các x-men cơ bản sau đó còn trải qua các cuộc phiêu lưu ngoài không gian và gặp gỡ nhóm Guardians of Galaxy trong các sự kiện Trial of Jean Grey và Black Vortex. X-23 gia nhập cùng họ và nảy sinh tình cảm với Angel. Kitty Pryde cũng là một nhân vật tham gia vào sự kiện Black Vortex và từ đó nảy sinh tình cảm với Peter Quill.
Ngoài ra, nổi bật trong giai đoạn chính là cái chết đầy bi tráng của Wolverine nhằm ngăn chặn Tiến sỹ Abraham Cornelius, kẻ đã tạo ra chương trình Weapon X.
Sau Secret Wars (2015)
Là thời kỳ hỗn loạn mà X-men tiếp tục đối mặt với sự hàng loạt các vấn đề sống còn của chủng tộc mutant, khí Terrigen mà Black Bolt thả ra trong sự kiện Infinity khiến người đột biến nhiễm một loại bệnh M-pox, họ phải đối đầu với Inhumans để tồn tại. Mở đầu với sự kiện thủ lĩnh X-men Cyclops chết bởi khí Terrigen đang bao trùm Trái Đất, sau đó đỉnh điểm là cả hai chủng tộc đối mặt với nhau để sinh tồn trong sự kiện Inhumans vs X-men.
Sự kiện Inhumans vs X-men kết thúc, khí Terrigen cũng biến mất khỏi Trái Đất đã mở ra cơ hội cho loài mutant được tồn tại. Marvel tiếp tục hồi sinh các nhân vật kinh điển X-men như Wolverine (sống lại nhờ khả năng của một mutant tên Persephone) Jean Grey, cô đã được hồi sinh và không còn là vật chủ của Phoenix Force nữa. Cùng với đó là sự trở lại của thủ lĩnh Cyclops nhờ nỗ lực trở về quá khứ của Cable con trai anh để can thiệp vào sự kiện Death of X (sự kiện dẫn đến cái chết của Cyclops). Tiếp đó là việc 5 X-men trẻ đã quay trở lại quá khứ.
Thời đại X-man nối tiếp bằng một loạt mini series, một dị nhân đến từ thời đại Khải Huyền tên Nate Grey, (một phiên bản mạnh hơn của Cable) đã quay trở lại, và tống tất cả các dị nhân vào một thực tại về một cuộc sống hoàn hảo cho loài đột biến do hắn tạo ra và làm chủ....

### Thập niên 2020 - Đổi mới và trở lại đỉnh cao.

#### House of X/Power of X
Vào nửa cuối năm 2019, tác giả Jonathan Hickman tiếp quản các đầu truyện X-Men và đã lên một kế hoạch táo bạo thay đổi hoàn toàn bộ mặt của các đầu truyện.
Bắt đầu với hai limited serie song song House of X và Power of X, Hickman đã đưa ra vài sửa đổi trọng đại trong lịch sử X-Men và dẫn tới sự thay đổi bước ngoặt trong thời kỳ sau đó.
Nhân vật Moira MacTaggert, vốn là một đồng minh con người lâu năm của X-Men được tiết lộ vốn là một mutant có khả năng đặc biệt: Mỗi khi Moira qua đời, bà ta sẽ lặp lại vòng đời cũ nhưng với ý thức và ký ức của bà ta sẽ được truyền lại từ các kiếp sống trước. Trong quá khứ, Moira cố gắng giải mã khả năng mutant của mình, cũng như tìm kiếm các đồng minh cùng bà ta xây dựng một tương lai tốt đẹp cho loài mutant. Sau chín lần thất bại, trong cuộc đời thứ mười, bà ta chia sẻ ký ức của mình cho Charles Xavier và cùng nhau họ quyết định tạo ra một kế hoạch chưa từng có tiền lệ.
Trong nhiều năm sau đó, Xavier đã bí mật liên kết với nhiều mutant khác để làm tiền đề xây dựng một xã hội mới cho loài mutant.
Ông ta chọn Krakoa, hòn đảo đột biến làm nơi xây dựng một quốc gia mới cho loài mutant. Hoa của Krakoa được điều chế thành các loại thần dược, và được Xavier sử dụng làm điều kiện để đổi lấy việc được khẳng định chủ quyền cũng như làm vũ khí kinh tế chính trị của đảo quốc mới.
Cỗ máy Cerebro được tiết lộ là một bộ não lưu trữ lại tâm linh của mọi mutant mà Xavier từng tiếp xúc. Trong quá khứ, Xavier đã bí mật dẫn dắt Mister Sinister sưu tập vật liệu di truyền của mọi mutant trên Trái Đất. Kết hợp lại, loài mutant đã vượt qua được cái chết và đạt được sự bất tử. Mỗi khi một mutant chết, bộ Ngũ (gồm năm mutant là Hope Summers, Eva Bell, Elixir, Egg và Proteus) sẽ kết hợp sức mạnh của họ cùng dữ liệu di truyền của Mister Sinister để tạo ra một cơ thể mới cho mutant. Xavier sẽ dùng Cerebro đưa ký ức vào cái vỏ và hoàn thành quy trình hồi sinh.
Một hội đồng gồm 12 mutant được chọn làm những nhà hành pháp lập pháp của Krakoa. Các mutant trên toàn thế giới đến Krakoa qua những cánh cổng không gian và cùng nhau tạo ra một xã hội văn minh đầu tiên của giống loài.

#### Dawn of X
Các đầu truyện của thời kỳ này tập trung kể về cách các mutant làm quen với cuộc sống mới, những công việc mới, nhưng vẫn không quên đi những mối đe dọa quen thuộc từ thế giới bên ngoài. Các X-Men tiếp tục là bộ mặt siêu anh hùng của giống loài. Emma Frost đứng sau Hellfire Trading để điều hành việc vận chuyển dược phẩm trên thế giới với sự giúp sức của Kate Pryde và nhóm Marauders. Nhóm X-Force được xem như phiên bản CIA của loài mutant. Còn nhóm X-Factor là cơ quan điều tra các án mạng và mất tích của công dân mutant. Các serie khác trong thời kỳ này bao gồm: New Mutants, Fallen Angels, Hellions...
Với việc cộng đồng mutant đã hợp nhất lại, các đối thủ mới trong thời đại này chủ yếu là từ phe con người, những kẻ không chịu được việc cán cân sức mạnh đang nghiêng về phía các mutant. Các kẻ địch đáng chú ý bao gồm:
- Tổ chức Orchis: cơ quan khoa học đang nghiên cứu công nghệ vũ khí chống lại mutant, nơi sản sinh ra Nimrod.
- Tổ chức NEXO: một tổ chức bí mật đã đứng ra thực hiện nhiều hoạt động khủng bố, cướp bóc nhắm vào Krakoa.
- Children of the Vault: một giống loài tiến hóa nhờ vào gia tốc thời gian, kẻ địch của loài mutant.
- Verendi: tiền thân là Hellfire Club, nay đã chuyển căn cứ sang Madripoor.
Ngoài ra, trong quá trình bành trướng Krakoa, các mutant đã gây sự xung đột với các thế lực khác như Vampire Nation của Dracula, Starlight Citadel của Nữ hoàng Đa vũ trụ Opal Luna Saturnyne, Hội phù thủy Akkaba ở Anh, chính phủ Nga,... 
Sự bành trướng của loài mutant còn thể hiện ở việc các đồng minh của họ lên nắm quyền ở các thế lực: Nữ hoàng Xandra, con gái của Xavier nắm quyền Đế chế Shi'ar; Jamie Braddock trở thành vua Avalon; Broo trở thành Brood King.

#### X of Swords
Sự kiện của năm 2020, X of Swords, được đặt theo tên của lá bài tarot. Mầm mống của sự kiện đã được giới thiệu từ House of X/ Power of X và Excalibur.
Trong quá khứ, trước khi bị chia tách, Krakoa cùng Arakko là một vùng đất thống nhất của loài mutant. Do một khe nứt gây ra bởi thanh kiếm Twilight Sword, lũ quỷ từ Amenth đã tràn vào Trái Đất. Sau khi chạm trán kẻ kiểm soát Amenth là Annihilation, Genesis - người vợ lúc đó của Apocalypse đã cùng bốn người con của họ - Bộ tứ Kỵ sĩ đầu tiên dẫn đầu một đạo quân mutant cùng với chính Arakko tiến vào Amenth trước khi phong ấn khe nứt lại, vĩnh viễn chia cắt Arakko và Krakoa.
Trong hàng ngàn năm sau, Apocalypse luôn nhớ tới vợ con mình và tuân theo kim chỉ nam lý tưởng của mình: trở thành kẻ hùng mạnh nhất để sẵn sàng đối mặt với Annihilation. Hiện tại, khi đến Krakoa, ông ta nghiên cứu phép thuật để tìm cách tạo ra cánh cổng giữa Krakoa đến Amenth hòng gặp lại vợ con. Giữa lúc này, cháu ngoại của ông ta là Summoner, lại tự du hành đến Krakoa và cầu cứu ông giúp đỡ. Apocalypse hoàn thành cánh cổng External và theo lời cháu mình đến Otherworld, không ngờ rằng đó lại là một cái bẫy.
Theo tiết lộ, Genesis đã đánh bại Annihilation, nhưng chiến thắng lại đồng nghĩa việc bà ta phải sở hữu chiếc mão vàng Annihilation. Sau trăm năm sở hữu, Genesis không thể kiểm soát được nó nữa và bị chiếc mũ thao túng. Bà ta cùng các con dẫn đầu đội quân quỷ Amenth đến Starlight Citadel, nơi chứa những cánh cổng du hành đa vũ trụ, ham mmuốn đánh bại nó để đến được Krakoa.
Opal Luna Saturnyne xuất hiện giữa hai phe và yêu cầu dàn xếp mâu thuẫn này bằng một cuộc thi đấu giữa các chiến binh được chọn của hai phe.
Arakko cử mười chiến binh, Krakoa cử chín chiến binh cùng nhau thi đấu các hạng mục bị thao túng bởi Saturnyne. Kết quả chung cuộc, Krakoa dành chiến thắng nhưng Annihilation lại lật lọng và triệu hồi đội quân quỷ gây chiến tại Starlight Citadel.
Saturnyne tiết lộ mình đã nhìn thấy trước mọi việc và lợi dụng nó để tạo ra vài sự kiện có lợi cho mình. Quan trọng nhất, đó là việc tái lập binh đoàn Captain Britain.
Hội đồng Thầm lặng của Krakoa bị chia rẽ sâu sắc trong sự kiện này, dẫn đến việc rời đi của Jean Grey. Bất chấp sự phản đối của Hội đồng, Cyclops và Jean Grey mang đạo quân lớn X-men đến Starlight Citadel thông qua trạm không gian S.W.O.R.D.
Được sự gợi ý của Saturnyne, Cable dùng thanh kiếm Light of Galador mở cổng không gian trên trạm S.W.O.R.D. và thả một đàn quái vật không gian Vescori xuống đầu bọn quỷ Amenth, dẫn đến cục diện xoay chiều.
Apocalypse đoạt được chiếc mão Annihilation từ Genesis và đeo nó lên. Với ý chí không còn quan tâm đến thắng thua, ông ta ép Annihilation phải đầu hàng Saturnyne và kết thúc cuộc chiến.
Kết cục, Saturnyne tuyên bố hai phe phải trao đổi con tin để thiết lập quan hệ. Apocalypse rời Krakoa để cùng vợ con đến cai trị Amenth. Trong khi Arakko, cùng với hàng triệu mutant bên trong nó, sẽ đến Krakoa. Hai cặp vợ chồng đã bị chia cắt hàng ngàn năm, nay đã tái ngộ và trở về bên nhau.

#### Reign of X
Hai hòn đảo mutant Arakko và Krakoa tái ngộ nhau trong sự xa lạ sau một thời gian xa cách quá dài. Arakko và các mutant của nó từ chối sự hợp nhất với đảo quốc Krakoa. Arakko lúc này được lãnh đạo bởi hội đồng Great Ring, bao gồm 12 mutant cấp Omega. Các mutant ở đây đã sống sót và tiến hóa hàng ngàn năm qua dưới môi trường khắc nghiệt của Amenth, trong nhất thời, hai thế giới mutant khó tìm được tiếng nói chung.
Sau khi rời Hội đồng Thầm lặng, Cyclops và Jean Grey tổ chức cuộc bầu chọn các thành viên X-men theo thể thức dân chủ cho toàn bộ mutant Krakoa. Kết quả được công bố tại Hellfire Gala.
Ngoài không gian, Krakoa đầu tư biến trạm S.W.O.R.D. cũ thành một tổ chức phi chính phủ hoàn toàn mới, do Abigail Brand đứng đầu, người thực tế là đang hợp tác với tổ chức Orchis để lật đổ Krakoa. 
Các đầu truyện ngắn mới ra mắt khác là X-Corps và Way of X. Với X-Corps khai thác về đề tài chiến tranh kinh tế còn Way of X khai thác về mặt văn hóa tinh thần của cộng đồng mutant.
Trong suốt đêm Hellfire Gala đầu tiên, có các sự kiện quan trọng đã xảy ra như sau:
- Công bố đội hình X-Men được bầu chọn đầu tiên của Krakoa: Cyclops, Jean Grey, Rogue, Sunfire, Synch, Polaris và Wolverine (Laura Kinney). Đội hình này sau đó chuyển đến căn cứ Treehouse ở Manhattan. Vì để tránh tiết lộ bí mật về quy trình hồi sinh của loài mutant, sau khi chết, Cyclops được hồi sinh và hoạt động dưới nhân dạng Captain Krakoa. 
- Loài mutant khai hóa Sao Hỏa trở thành nơi có thể sinh sống được, di trú toàn bộ nhánh mutant Arakko lên đó sống. 
- Abigail Brand dùng kim loại siêu đẳng mysterium để thương lượng yêu cầu các đế chế thiên hà khác công nhận hành tinh Arakko (trước đây là Sao Hỏa) là thủ phủ của Thái dương hệ. Storm giành vị trí trong the Great Ring và trở thành Nhiếp chính Arakko.
- Scarlet Witch bị phát hiện là đã chết tại Hellfire Gala. Dẫn đến mini serie Trial of Magneto. Cuối sự việc, sự thật được tiết lộ rằng Scarlet Witch muốn chuộc lỗi với loài mutant nên đã cùng Magneto lập kế hoạch chết đi để được tiếp cận quy trình hồi sinh. Scarlet Witch sau đó đã cập nhật ý thức của mọi mutant từng tồn tại lên dữ liệu Cerebro, mang lại cơ hội hồi sinh cho các mutant chưa được tiếp cận trước đây.
Mini serie tiếp theo là Inferno. Trong sự kiện này, do nhiều lần bị Magneto và Xavier lợi dụng và khước từ yêu cầu hồi sinh Destiny, Mystique đã lập mưu tự mình hồi sinh Destiny và lôi kéo các thành viên hội đồng Thầm lặng bỏ phiếu cho Destiny gia nhập hội đồng. Để đáp trả, Xavier mời Colossus làm thành viên hội đồng, không hề biết rằng anh ta đã bị Mikhail Rasputin khống chế tâm trí. Không dừng lại việc báo thù, Mystique và Destiny lừa Xavier và Magneto vào bẫy và bị Nimrod giết chết. Trong khi đó, dùng phát minh của Forge, họ khiến Moira mất năng lực và định giết cô ta. Moira tiết lộ kế hoạch biến mọi mutant thành con người, để tránh số phận thất bại của bọn họ. Cuối cùng, Cypher đứng ra đàm phán và đạt được thỏa thuận trục xuất Moira khỏi Krakoa. Hội đồng Thầm lặng biết mọi bí mật này và quyết định giữ kín nó.
Hai mini serie song hành tiếp theo X Lives of Wolverine/ X Deaths of Wolverine kể về hai cuộc tấn công riêng biệt nhắm vào Krakoa với chìa khóa giải quyết là nhân vật Wolverine. Trong X Lives, Mikhail Rasputin và Omega Red dùng thanh kiếm Cerebro để đột kích gia đình Xavier từ nhiều thời điểm khác nhau trong quá khứ. Giáo sư Xavier và Jean Grey sau đó đưa ý thức của Wolverine vào các cơ thể trong quá khứ của anh ta để chống lại các cuộc tấn công đó. Trong X Deaths, Moira lập kế hoạch quay lại Krakoa nhằm đánh cắp khẩu súng của Forge, muốn đảo ngược tác dụng của nó. Cuối cùng, mặc dù không đạt mục đích, cô ta thành công trong việc lừa Krakoa rằng mình đã chết, trong khi thực tế, cô ta đã tự đưa kí ức mình vào một người máy và bắt đầu kiếp sống số 11 của mình. 

#### Destiny of X
Giai đoạn thứ hai của Krakoa với sự tiếp tục của các serie:  
- X-Men: Doctor Stasis của tổ chức Orchis lộ mặt, tiết lộ lão là một phiên bản khác của Mister Sinister. Cyclops bị đẩy vào tình thế phải công khai quy trình hồi sinh của Krakoa cho công chúng trước thềm Hellfire Gala. Đội hình bình chọn của năm thứ hai gồm: Cyclops, Jean Grey, Synch, Magik, Havok, Forge, Iceman và Firestar.   
- X-Force: Sự biến chất của Beast ngày càng cao. Đỉnh điểm là khi anh ta tự tay giết Wolverine và dùng anh ta để làm một sát thủ không có suy nghĩ. Khi mọi chuyện vỡ lỡ, Beast trốn khỏi Krakoa để tự thành lập tổ chức Weapons X của riêng mình. Sage tiếp quản X-Force (Domino, Omega Red, Deadpool, Wolverine, Black Tom) với sự giám sát của Colossus.  
- New Mutants: Sau khi serie kết thúc với mạch truyện xoay quanh nhân vật mới Escapade, nó được tiếp nối bằng mini serie New Mutants: Lethal Weapon.  
- Wolverine.   
Các serie mới của giai đoạn này là:  
- Immortal X-Men: Xoay quanh Hội đồng Thầm lặng Krakoa. Magneto rời vị trí và được thay thế bởi Hope Summers. Mister Sinister tiết lộ rằng lão đang nắm giữ các bản sao nhân bản của Moira và sử dụng chúng làm các điểm lưu trong dòng thời gian. Nhờ vậy, lão có thể liên tục tiến hành và sửa chữa các kế hoạch của mình thông qua việc giết mỗi bản sao Moira để tái khởi động dòng thời gian theo ý mình.  
- X-Men Red: Xoay quanh bối cảnh ở hành tinh Arakko. Abigail Brand muốn xây dựng đội X-Men mới (Vulcan, Cable, Frenzy, Random, Mentallo) để chiếm ảnh hưởng trên hành tinh này, nhưng Storm lại muốn làm việc theo cách của người bản địa và thành lập nên đội Brotherhood mới (Magneto, Sunspot, Fisher King).  
- Knight of X: Otherworld nằm dưới sự kiểm soát của Merlyn, lão ta cấm các mutant đến sống ở Otherworld. Captain Britain tập hợp mười hiệp sỹ mutant (Rictor, Shatterstar, Bei, Gloriana, Gambit, Kylun, Mordred, Rachel Summers, Shogo) để đi làm nhiệm vụ tìm kiếm Siege Perilous. Cuối cùng, Betsy Braddock thoát ly khỏi tầm ảnh hưởng của Saturnyne và quyết định tự mình dẫn dắt Binh đoàn Captain Britain. Mạch truyện phát triển tiếp tục trong serie Betsy Braddock: Captain Britain với kẻ đối địch là phù thủy Morgan Le Fay.  
- Marauders: Kate Pryde tập hợp một đội mới (Bishop, Psylocke, Daken, Aurora, Tempo, Somnus và Cassandra Nova) để đi giải cứu các mutant đầu tiên đang bị giam giữ trong vũ trụ. Nhiệm vụ sau đó của nhóm là quay về quá khứ để cứu nền văn minh đầu tiên của loài mutant, Threshold.  
- Legion of X: Đội cảnh sát của Nightcrawler (Juggernaut, Forget Me Not, Pixie, Lost, Dust, Fabian Cortez, Doctor Nemesis) làm nhiệm vụ duy trì trật tự và luật pháp của Krakoa. Một người phụ nữ bí hiểm là Mother Righteous xuất hiện, ban phát sức mạnh và ma thuật cho các mutant nhưng đổi lại là sự phục tùng dành cho bà ta.   
Sự kiện năm 2022: A.X.E. Judgmend Day / Ngày Phán xét xoay quanh cuộc chiến vì mục đích chính trị của tân thủ lĩnh tộc Eternals là Druig nhắm vào Krakoa, kéo theo các ảnh hưởng đến nhóm Eternals ly khai, nhóm Avengers, hành tinh Arakko... Nỗ lực ngăn chặn Druig của họ đã khai sinh ra một Celestial mới là Progenitor, đẩy nhân loại Trái Đất vào tình cảnh bị phán xét. 
Sang đầu năm 2023, trong sự kiện Sins of Sinister, các âm mưu của Mister Sinister đi đến giai đoạn gặt hái thành quả. Lão thành công trong việc dần dần tiêm nhiễm vật chất di truyền của chính mình vào các thành viên Hội đồng Thầm lặng, sau đó là đến loài mutant và con người, qua đó thâu tóm quyền lực của Krakoa rồi Trái Đất. Khi các phiên bản Sinister hóa của lão bắt đầu có phản ứng chống đối lại gã, Sinister dự định tái khởi động lại dòng thời gian. Nhưng do ý định riêng của mình, Destiny đã thao túng Storm cùng nhóm Brotherhood đánh cắp các bản sao nhân bản của Moira, rồi lại phản bội họ để mang chúng về cho Orbis Stellaris cất giấu. Khi không thể tái khởi động lại, cả vũ trụ sau đó đã mắc kẹt suốt một ngàn năm giữa những mưu đồ và chiến tranh do các Sinister gây ra.  

#### Fall of X
Sau khi thoát khỏi dòng thời gian Sins of Sinister, Mister Sinister đã bị Mother Righteous và Rasputin IV, một nhân vật đến từ dòng thời gian trên, vạch mặt và bị đày vào the Pit của Krakoa. Nhưng vấn đề trở nên tồi tệ hơn bao giờ hết với Krakoa. Colossus vẫn bị Mikhail Rasputin thao túng tâm lý và bình chọn cho việc chấp nhận cho Selene bước vào Hội đồng Thầm lặng, cũng như thông qua việc công khai về dòng thời gian Sins of Sinister trước nhân loại. Tổ chức Orchis thành công trong nhiều kế hoạch khác nhau: Một, nghiên cứu và làm biến chất dược phẩm Krakoa, cho chúng lợi thế nắm giữ sinh mạng của những người từng dùng thuốc. Hai, nhờ liên lạc với Hordeculture mà nắm được cách sử dụng công nghệ cổng của Krakoa. Ba, Fei Long truất quyền Tony Stark và bắt đầu sản xuất phiên bản Sentinel mới với công nghệ của Stark Industries. Bốn, Orchis và Coven Akkaba châm ngòi nội chiến trên hành tinh Arakko. Năm, chiết xuất được Blightspoke, một chất gây ức chế sức mạnh đột biến có nguồn gốc từ Otherworld. Kết hợp lại, vào đêm hội Gala lần thứ ba, Orchis đã tổng tấn công loài mutant và thành công trong việc giết cũng như trục xuất gần như toàn bộ các mutant ra khỏi Trái Đất. 
Sự kiện này dẫn đến thời kỳ tiếp theo là Fall of X, với sự tiếp nối của các serie Immortal X-Men, X-Men, X-Men Red, X-Force, Wolverine và một số mini serie mới: Uncanny Avengers, Dark X-Men, Realm of X, Alpha Flight, Children of the Vault, Uncanny Spider-Man, Jean Grey, Astonishing Iceman.   

#### Fall of the House of X và Rise of the Power of X
Hai mini serie Fall of the House of X và Rise of the Power of X với sự tiếp nối của các serie X-Men, X-Force, Wolverine và một số mini serie mới: Resurrection of Magneto, Cable, Dead X-Men, X-Men: Forever.
Kết thúc thời đại Krakoan.

## Phản ánh những vấn đề xã hội
Sự va chạm giữa dị nhân và người thường được so sánh với những va chạm của các thành phần thiểu số trong nước Mỹ, như người Do Thái, người Mỹ gốc Phi, đảng Cộng sản,... Ở mức độ đặc biệt, một số dị nhân còn mang những năng lực mang tính ẩn dụ về những người không hòa nhập vào cộng đồng. Các dị nhân bị ghét bỏ, sợ hãi và khinh miệt chỉ vì vì một lý do duy nhất: họ là dị nhân. Vì vậy loạt truyện X-Men, dù có chấp nhận hay không, là một truyện nói về sự phân biệt chủng tộc, sự mù quáng và thành kiến.
- Phân biệt chủng tộc: Professor X được so sánh với người dẫn đầu phong trào đòi quyền bình đẳng cho người Mỹ gốc Phi, Martin Luther King Jr. và Magneto được so sánh với những chiến sĩ Malcolm X. Mục tiêu của các dị nhân đôi khi được đề cập là nhằm hoàn thành "mơ ước của Xavier", có thể ám chỉ đến bài diễn thuyết nổi tiếng lịch sử của King "I Have a Dream" (Tôi có một giấc mơ). Magneto, trong bộ phim đầu tiên, đã dẫn giải một câu nói của Malcom X "Bằng bất cứ giá nào". Truyện tranh X-Men thường phác họa những người đột biến là nạn nhân của bạo lực quần chúng (mob violence), gợi lên hình ảnh những cuộc hành hình người Mỹ gốc Phi vào thời điểm trước cuộc vận động vì quyền công dân Mỹ (American Civil Rights Movement (1955-1968)). Những người máy Sentinel làm người ta liên tưởng đến những lực lượng đàn áp như hội kín KKK, một hình thức phủ nhận quyền bình đẳng và phục thiện. Trong thập niên 1980, loạt truyện đã giới thiệu một đảo quốc hư cấu ngoài khơi châu Phi, nơi các dị nhân bị cách ly và nô dịch bởi một chính phủ phân biệt chủng tộc. Diễn giải rộng ra thì đó là sự ám chỉ tình trạng của Nam Phi lúc bấy giờ.
- Đa dạng hóa: Những nhân vật xuất hiện trong X-Men đến từ nhiều quốc gia khác nhau. Họ đại diện cho tôn giáo, chủng tộc và một thiểu số về giới tính. Gốc Do Thái có Shadowcat và Sabra, Dust là một người tôn sùng đạo Hồi. Nightcrawler theo Công giáo và Thunderbird III là một tín đồ Hindu. Karma, thành viên cốt cán của nhóm New Mutants, được khắc họa là một người sùng đạo Công giáo và xưng tội đều đặn. Ngoài ra còn có Wolfsbane (thành viên giáo hội Scotland), Danielle Moonstar (thổ dân Cheyenne nước Mỹ), Cannonball (Baptist) và Magma (theo tôn giáo La Mã cổ đại).
- Đồng tính: Một sự ẩn dụ khác của X-Men là quyền của người đồng tính. Sự so sánh hai bên thể hiện ở việc các dị nhân phải che giấu năng lực của họ và lứa tuổi mà họ khám phá thấy điều đó. Có thể minh họa bằng một cảnh trong bộ phim X2: Liên minh dị nhân, được đạo diễn bởi Bryan Singer, một người chủ trương công khai tình trạng đồng tính, khi Bobby Drake hé lộ cho cha mẹ thấy mình là một dị nhân. Mẹ Bobby đã hỏi "Con có từng thử không làm một dị nhân chưa?" Ngoài ra, trong tập phim đầu tiên có đoạn Thượng nghị sĩ Robert Kelly được hỏi có nên cho phép các dị nhân dạy dỗ trẻ em trong trường hay không, phản ánh cuộc tranh luận ở khu vực 28 mà Sir Ian McKellen (người đóng vai Magneto trong phim) có dính líu. Những nhân vật đồng tính và lưỡng tính có thể kể đến như Northstar, Karma, Rictor, Shatterstar các học viên nhỏ tuổi là Alone,Graymalkin,Bling! và những kẻ đối lập với X-Men một thời gian dài như Destiny và Mystique. Trong Uncanny X-men, đạo luật X - quy định việc kiểm soát sinh sản của mutant, có thể lấy ý tưởng từ đạo luật 8 - ngăn cấm hôn nhân đồng giới ở tiểu bang CA, 1 sự kiện tranh cãi diễn ra vào nửa năm trước khi đạo luật X xuất hiện trong truyện. Cùng thời gian này, Rictor và Shatterstar hôn nhau trong X-Factor và trở thành cặp đồng tính đầu tiên biểu lộ rõ mối quan hệ thân mật trên truyện Marvel. Một nhân vật mutant khác là Wiccan của Young Avengers cũng là người đồng tính và cùng với bạn trai của mình, Hulking, là cặp đồng tính nam đầu tiên công khai quan hệ trong chiều không gian chính của Marvel. Trong chiều không gian Ultimate thì có cặp Colossus và Northstar, cũng công khai quan hệ. Trong bộ phim X-Men: First Class, khi bị cấp trên phát hiện mình là mutant, Beast trả lời: "Ông không hỏi, tôi không nói.", ám chỉ đến tranh cãi xung quanh chính sách Không hỏi, không nói của quân đội Hoa Kỳ. Trong cùng bộ phim này, Mystique cũng dõng dạc tuyên bố: "Mutant and Proud" sau quá trình cô ta tìm thấy sự chấp nhận chính bản thân mình, gần tương tự như thuật ngữ Gay Pride của cộng đồng LBGT.
- AIDS: Tập truyện đề cập đến căn bệnh AIDS suốt đầu thập niên 1990 với những tình tiết kéo dài về Legacy Virus, một căn bệnh hầu như vô phương cứu chữa nhắm vào các dị nhân. Tình tiết này cũng xuất hiện trong phim hoạt hình X-Men đầu những năm 1990.
- Nỗi sợ Đỏ: Thỉnh thoảng có thể thấy sự thể hiện ngầm của cái gọi là Nỗi sợ Đỏ. Đề xuất của Thượng nghị sĩ Robert Kelly về một "Đạo luật Đăng ký người đột biến" (Registration Acts) tương tự như nỗ lực của Quốc hội Mỹ để cấm hoàn toàn chủ nghĩa cộng sản. Trong bộ phim X-Men năm 2000, Kelly đã gào lên "chúng ta cần phải biết các dị nhân là ai và họ đang làm gì", thậm chí còn tung ra một "danh sách" những dị nhân đã được biết (ám chỉ bản danh sách các thành viên Đảng Cộng sản Hoa Kỳ của Thượng nghị sĩ Joseph McCarthy).
- Bài xích Do Thái: Một sự ám chỉ rõ ràng trong những thập niên gần đây, đó là sự so sánh việc chống dị nhân với chống Do Thái. Magneto, một người sống sót sau thảm họa diệt chủng của Đức quốc xã, đã nhận thấy tình trạng của người đột biến chẳng khác gì những người Do Thái trong các trại tập trung. Thậm chí có lúc ông ta còn phát biểu "never again" (không bao giờ lặp lại) trong phim hoạt hình X-Men vào năm 1992. Trong truyện tranh, Magneto thường tím cách xây dựng một "xứ sở cho những người đột biến", tương tự như sự thành lập Israel hiện tại. Những trại nô lệ dị nhân trên đảo Genosha, nơi đóng dấu hiệu lên trán của họ, giống y như những gì diễn ra ở trại tập trung của Đức quốc xã, những trại giam trong sự kiện Days of Future Past (Ngày quá khứ của tương lai) cũng vậy. Một dấu hiệu ám chỉ khác là trong tập phim X-Men thứ ba, khi được Spike hỏi: "Nếu ông là người đột biến, vậy dấu ấn của ông đâu?" Magneto đã trưng ra dấu khắc trong trại tập trung, và nói rằng bất cứ ai cũng đừng hòng chạm vào da của ông ta được nữa.
- Bài xích Thiên Chúa giáo: Trong các tập truyện X-Books (truyện ăn theo X-Men) có một mối liên hệ ẩn dụ giữa sự bài xích Thiên Chúa giáo và sự vu khống X-Men, làm cho họ bị xa lánh. Giống như Thiên Chúa giáo, bị hồ nghi và ghê sợ trong những năm đầu lịch sử nước Mỹ bởi lòng trung thành với Giáo hoàng nước ngoài, các dị nhân cũng bị nghi ngờ liệu họ có vừa chấp hành luật pháp như những công dân bình thường vừa trung thành với "động cơ của dị nhân" (mutant cause) hay không. Một số thành viên X-Men theo đạo Thiên Chúa có thể kể đến Nightcrawler, Havok, Gambit, Siryn, Banshee, Sunspot, Skin và Karma.
- Một nền văn hóa thu nhỏ: Trong một số trường hợp, đặc biệt trong những câu chuyện của tác giả Grant Morrison đầu thập niên 2000, các dị nhân được khắc họa như một nền văn hóa thu nhỏ đặc trưng, với những "băng nhóm người đột biến" và những nhà thiết kế thời trang tạo ra các trang bị phù hợp với năng lực của từng dị nhân. Trong loạt truyện Distinct X, trong lòng Thành phố New York tồn tại một nơi gọi là "thành phố người đột biến". Những sự thể hiện này giống như cách mà các thành phần thiểu số tự xây dựng nền văn hóa cho riêng mình, tách biệt họ với nền văn hóa chung bao la. Đạo diễn Bryan Singer đã bình luận rằng thương hiệu X-Men có tính ẩn dụ với việc chấp nhận mọi cá thể bất chấp những năng khiếu đặc biệt và độc nhất của họ. Tình trạng giấu mình của người đột biến cũng tương tự như cảm giác xa cách và e sợ của con người suốt trong quá trình phát triển thời niên thiếu.
- Cá tính: Trong một số nhân vật, những nội dung ẩn dụ được trình bày theo hướng cá nhân hơn là chính trị. Thí dụ Cyclops luôn luôn phải mang một loại mắt kính đặc biệt để kiểm soát năng lực của mình, dẫn đến một cảm giác bị ức chế tình cảm ngày càng tăng; Rogue, với những năng lực khiến cô phải tránh mọi tiếp xúc trực tiếp với người khác, luôn có cảm giác cô đơn khủng khiếp; và thiên tài khoa học Beast, người có bề ngoài lông lá như cầm thú, luôn phải đấu tranh với nhận thức rằng anh là một sinh vật quái dị. Theo đó, tác động xa lánh khỏi tinh thần và niềm hạnh phúc của người thường luôn được bộc lộ trong loạt truyện.